# 2021–2022-es UEFA Női Bajnokok Ligája
A 2021–2022-es UEFA Női Bajnokok Ligája a legrangosabb európai nemzetközi női labdarúgókupa, mely jelenlegi nevén 13., jogelődjeivel együttvéve 21. alkalommal került kiírásra. A döntőnek a torinói Juventus Stadion adott otthont.
Első alkalommal bonyolították le a torna küzdelmeit 16 csapatos csoportkörben.
2021. június 24-től az UEFA minden egyes klubversenyén megszüntette az idegenbeli gólok szabályát. A mérkőzések kimenetele két csapat ugyanannyi találata esetén 30 perces hosszabbítással, további döntetlen esetén pedig büntetőpárbajjal dől el.

## Résztvevők
A csapatok utóbbi öt évben (2016–2021) nyújtott teljesítménye alapján, az UEFA rangsorba helyezte a női nemzeti bajnokságokat (ún. bajnokság-együttható). Ez alapján dőlt el, mely országok indíthatnak két csapatot a tornán, illetve, hogy a Főtáblán vagy a Selejtezőben kell-e csatlakoznia a mezőnyhöz egy csapatnak.
- Az 1–6 helyen szereplő szövetségek három csapatot indíthatnak a tornán .
- A 7–16 helyezettek két csapat részvételére biztosítottak.
- A többi szövetség pedig egy együttes részvételére jogosult.
- Az előző verseny győztese automatikus jogot szerez az indulásra.

Minden szövetségnek saját nemzeti bajnoksággal kell rendelkeznie. Az UEFA 55 tagállamából 52-ben rendeznek országos megmérettetést. Andorra, Liechtenstein és San Marino nem rendez hazai pontvadászatot.

### Nemzeti bajnokságok rangsora
| Hely. | Szövetség        | Koeff. | CS |
| ----- | ---------------- | ------ | -- |
| 1     | Franciaország    | 96.000 | 3  |
| 2     | Németország      | 73.000 | 3  |
| 3     | Spanyolország    | 58.000 | 3  |
| 4     | Anglia           | 56.500 | 3  |
| 5     | Svédország       | 45.500 | 3  |
| 6     | Csehország       | 40.500 | 3  |
| 7     | Dánia            | 34.500 | 2  |
| 8     | Hollandia        | 33.000 | 2  |
| 9     | Olaszország      | 30.500 | 2  |
| 10    | Kazahsztán       | 29.000 | 2  |
| 11    | Norvégia         | 27.500 | 2  |
| 12    | Izland           | 26.000 | 2  |
| 13    | Svájc            | 24.000 | 2  |
| 14    | Skócia           | 23.000 | 2  |
| 15    | Oroszország      | 22.500 | 2  |
| 16    | Fehéroroszország | 19.000 | 2  |
| 17    | Ciprus           | 16.000 | 1  |
| 18    | Szerbia          | 15.500 | 1  |
| 19    | Ausztria         | 15.000 | 1  |

| Hely. | Szövetség           | Koeff. | CS |
| ----- | ------------------- | ------ | -- |
| 20    | Litvánia            | 14.500 | 1  |
| 21    | Lengyelország       | 14.500 | 1  |
| 22    | Belgium             | 12.500 | 1  |
| 23    | Portugália          | 12.000 | 1  |
| 24    | Bosznia-Hercegovina | 12.000 | 1  |
| 25    | Románia             | 11.000 | 1  |
| 26    | Finnország          | 10.500 | 1  |
| 27    | Ukrajna             | 10.000 | 1  |
| 28    | Görögország         | 9.500  | 1  |
| 29    | Magyarország        | 9.000  | 1  |
| 30    | Törökország         | 7.500  | 1  |
| 31    | Írország            | 7.500  | 1  |
| 32    | Albánia             | 7.000  | 1  |
| 33    | Horvátország        | 7.000  | 1  |
| 34    | Szlovénia           | 6.000  | 1  |
| 35    | Izrael              | 5.000  | 1  |
| 36    | Észtország          | 4.500  | 1  |
| 37    | Bulgária            | 4.500  | 1  |

| Hely. | Szövetség       | Koeff. | CS |
| ----- | --------------- | ------ | -- |
| 38    | Koszovó         | 4.000  | 1  |
| 39    | Szlovákia       | 4.000  | 1  |
| 40    | Wales           | 3.500  | 1  |
| 41    | Montenegró      | 3.000  | 1  |
| 42    | Feröer          | 2.500  | 1  |
| 43    | Észak-Írország  | 2.000  | 1  |
| 44    | Málta           | 1.000  | 1  |
| 45    | Lettország      | 1.000  | 1  |
| 46    | Moldova         | 0.500  | 1  |
| 47    | Észak-Macedónia | 0.000  | 1  |
| 48    | Grúzia          | 0.000  | 1  |
| 49    | Luxemburg       | 0.000  | 1  |
| 50    | Örményország    | 0.000  | 1  |
| (NR)  | Azerbajdzsán    | (NI)   | –  |
| (NR)  | Gibraltár       | (NI)   | –  |
| (NR)  | Andorra         | (NB)   | –  |
| (NR)  | Liechtenstein   | (NB)   | –  |
| (NR)  | San Marino      | (NB)   | –  |

Megjegyzés
- (NR) – Nincs rangsorolva
- (NI) – Nem indított csapatot a sorozatban
- (NB) – Nem rendelkezik bajnoksággal

### A selejtezők párosításának kialakítása
|                             | Ág                          | A forduló résztvevői | Továbbjutó csapatok                                                            |
| --------------------------- | --------------------------- | --- | ------------------------------------------------------------------------------ |
| 1. forduló (Mini-torna)     | Bajnoki ág (43 csapat)      | - 43 bajnokcsapat a 8–50-ig rangsorolt szövetségek bajnokságaiból                                                                             |                                                                                |
| 1. forduló (Mini-torna)     | Liga ág (16 csapat)         | - 6 harmadik helyezett az 1–6-ig rangsorolt szövetségek bajnokságaiból - 10 második helyezett a 7–16-ig rangsorolt szövetségek bajnokságaiból |                                                                                |
| 2. forduló                  | Bajnoki ág (43 csapat)      | - 3 bajnokcsapat az 5–7-ig rangsorolt szövetségek bajnokságaiból                                                                              | - 11 győztes az 1. fordulóból                                                  |
| 2. forduló                  | Liga ág (16 csapat)         | - 6 második helyezett az 1–6-ig rangsorolt szövetségek bajnokságaiból                                                                         | - 4 győztes az 1. fordulóból (Liga ág)                                         |
| Csoportkör (16 csapat)      | Csoportkör (16 csapat)      | - 3 bajnokcsapat az 1–4-ig rangsorolt szövetségek bajnokságaiból                                                                              | - 7 győztes a 2. fordulóból (Bajnoki ág) - 5 győztes a 2. fordulóból (Liga ág) |
| Kieséses szakasz (8 csapat) | Kieséses szakasz (8 csapat) | | - 4 csoportgyőztes (csoportkör) - 4 csoportmásodik (csoportkör)                |

## 1. forduló

### Bajnoki ág

#### Torna 1
Házigazda FC Gintra.
|  |               |               |            |               |   |           |           |       |
|  | Elődöntők     | Elődöntők     | Elődöntők  |               |   | Döntő     | Döntő     | Döntő |
|  | Elődöntők     | Elődöntők     | Elődöntők  |               |   | Döntő     | Döntő     | Döntő |
|  | Augusztus 18. |               |            |               |   |           |           |       |
|  |               |               |            |               |   |           |           |       |
|  | FC Gintra     | FC Gintra     | 2          |               |   |           |           |       |
|  | FC Gintra     | FC Gintra     | 2          | Augusztus 21. |   |           |           |       |
|  | Flora Tallinn | Flora Tallinn | 0          |               |   |           |           |       |
|  | Flora Tallinn | Flora Tallinn | 0          |               |   | FC Gintra | FC Gintra | 1     |
|  | Augusztus 18. |               |            |               |   | FC Gintra | FC Gintra | 1     |
|  |               |               | Breiðablik | Breiðablik    | 8 |           |           |       |
|  | Breiðablik    | Breiðablik    | Breiðablik | Breiðablik    | 8 | 7         |           |       |
|  | Breiðablik    | Breiðablik    |            |               |   |           |           |       |
|  | KÍ Klaksvík   | KÍ Klaksvík   | 0          |               |   |           |           |       |
|  | KÍ Klaksvík   | KÍ Klaksvík   | 0          | Bronzmérkőzés |   |           |           |       |
|  |               |               |            |               |   |           |           |       |
|  | Augusztus 21. |               |            |               |   |           |           |       |
|  |               |               |            |               |   |           |           |       |
|  | KÍ Klaksvík   | KÍ Klaksvík   | 0          |               |   |           |           |       |
|  | KÍ Klaksvík   | KÍ Klaksvík   | 0          |               |   |           |           |       |
|  | Flora Tallinn | Flora Tallinn | 1          |               |   |           |           |       |
|  | Flora Tallinn | Flora Tallinn | 1          |               |   |           |           |       |

Elődöntők
| 2021. augusztus 18. 11:00 (12:00 EET) |

| Breiðablik                                                                                            | 7–0         | KÍ Klaksvík |
| --- | ----------- | ----------- |
| Magnúsdóttir 28' 90+3' Vande Velde 33' McCarty 36' Albertsdóttir 45' 58' (11-esből) Tómasdóttir 45+1' | Jegyzőkönyv |             |

| Savivaldybė Stadion, Šiauliai Játékvezető: Emanuela Rusta (albán) |

| 2021. augusztus 18. 17:00 (18:00 EET) |

| FC Gintra            | 2–0         | Flora Tallinn |
| -------------------- | ----------- | ------------- |
| Ayers 45' Gibson 60' | Jegyzőkönyv |               |

| Savivaldybė Stadion, Šiauliai Játékvezető: Cristina Trandafir (román) |

Harmadik helyért
| 2021. augusztus 21. 11:00 (12:00 EET) |

| KÍ Klaksvík | 0–1         | Flora Tallinn |
| ----------- | ----------- | ------------- |
|             | Jegyzőkönyv | Saar 21'      |

| Savivaldybė Stadion, Šiauliai Játékvezető: Galiya Echeva (bolgár) |

Döntő
| 2021. augusztus 21. 17:00 (18:00 EET) |

| FC Gintra  | 1–8         | Breiðablik                                                                                      |
| ---------- | ----------- | ----------------------------------------------------------------------------------------------- |
| Gibson 50' | Jegyzőkönyv | McCarty 10' 49' Albertsdóttir 42' 64' 72' Gunnlaugsdóttir 43' Lillýardóttir 55' Vande Velde 76' |

| Savivaldybė Stadion, Šiauliai Játékvezető: Henrikke Nervik (norvég) |

#### Torna 2
Házigazda Glasgow City.
|  |                          |                          |              |               |   |               |               |       |
|  | Elődöntők                | Elődöntők                | Elődöntők    |               |   | Döntő         | Döntő         | Döntő |
|  | Elődöntők                | Elődöntők                | Elődöntők    |               |   | Döntő         | Döntő         | Döntő |
|  | Augusztus 18.            |                          |              |               |   |               |               |       |
|  |                          |                          |              |               |   |               |               |       |
|  | BIIK Kazygurt            | BIIK Kazygurt            | 4            |               |   |               |               |       |
|  | BIIK Kazygurt            | BIIK Kazygurt            | 4            | Augusztus 21. |   |               |               |       |
|  | Slovan Bratislava        | Slovan Bratislava        | 0            |               |   |               |               |       |
|  | Slovan Bratislava        | Slovan Bratislava        | 0            |               |   | BIIK Kazygurt | BIIK Kazygurt | 0     |
|  | Augusztus 18.            |                          |              |               |   | BIIK Kazygurt | BIIK Kazygurt | 0     |
|  |                          |                          | Glasgow City | Glasgow City  | 1 |               |               |       |
|  | Glasgow City             | Glasgow City             | Glasgow City | Glasgow City  | 1 | 3             |               |       |
|  | Glasgow City             | Glasgow City             |              |               |   |               |               |       |
|  | Birkirkara               | Birkirkara               | 0            |               |   |               |               |       |
|  | Birkirkara               | Birkirkara               | 0            | Bronzmérkőzés |   |               |               |       |
|  |                          |                          |              |               |   |               |               |       |
|  | Augusztus 21.            |                          |              |               |   |               |               |       |
|  |                          |                          |              |               |   |               |               |       |
|  | Slovan Bratislava (h.u.) | Slovan Bratislava (h.u.) | 1            |               |   |               |               |       |
|  | Slovan Bratislava (h.u.) | Slovan Bratislava (h.u.) | 1            |               |   |               |               |       |
|  | Birkirkara               | Birkirkara               | 0            |               |   |               |               |       |
|  | Birkirkara               | Birkirkara               | 0            |               |   |               |               |       |

Elődöntők
| 2021. augusztus 18. 11:00 (10:00 GMT) |

| Glasgow City                    | 3–0         | Birkirkara |
| ------------------------------- | ----------- | ---------- |
| Shine 4' Chinchilla 15' Kac 43' | Jegyzőkönyv |            |

| Broadwood Stadion, Cumbernauld Játékvezető: Ifeoma Kulmala (finn) |

| 2021. augusztus 18. 16:00 (15:00 GMT) |

| BIIK Kazygurt                            | 4–0         | Slovan Bratislava |
| ---------------------------------------- | ----------- | ----------------- |
| Kundananji 26' 62' Rose 77' Chilufya 83' | Jegyzőkönyv |                   |

| Broadwood Stadion, Cumbernauld Játékvezető: Sipos Katalin (magyar) |

Harmadik helyért
| 2021. augusztus 21. 16:00 (15:00 GMT) |

| Slovan Bratislava | 1–0 (h. u.) | Birkirkara |
| ----------------- | ----------- | ---------- |
| Hrdličková 93'    | Jegyzőkönyv |            |

| Broadwood Stadion, Cumbernauld Játékvezető: Valentina Finzi (olasz) |

Döntő
| 2021. augusztus 21. 21:00 (20:00 GMT) |

| BIIK Kazygurt | 0–1         | Glasgow City   |
| ------------- | ----------- | -------------- |
|               | Jegyzőkönyv | Chinchilla 61' |

| Broadwood Stadion, Cumbernauld Játékvezető: Sabina Bolić (horvát) |

#### Torna 3
Házigazda Osijek.
|  |                   |                   |           |               |   |            |            |       |
|  | Elődöntők         | Elődöntők         | Elődöntők |               |   | Döntő      | Döntő      | Döntő |
|  | Elődöntők         | Elődöntők         | Elődöntők |               |   | Döntő      | Döntő      | Döntő |
|  | Augusztus 18.     |                   |           |               |   |            |            |       |
|  |                   |                   |           |               |   |            |            |       |
|  | Anderlecht        | Anderlecht        | 3         |               |   |            |            |       |
|  | Anderlecht        | Anderlecht        | 3         | Augusztus 21. |   |            |            |       |
|  | Hajasza           | Hajasza           | 0         |               |   |            |            |       |
|  | Hajasza           | Hajasza           | 0         |               |   | Anderlecht | Anderlecht | 0     |
|  | Augusztus 18.     |                   |           |               |   | Anderlecht | Anderlecht | 0     |
|  |                   |                   | Osijek    | Osijek        | 1 |            |            |       |
|  | Osijek            | Osijek            | Osijek    | Osijek        | 1 | 5          |            |       |
|  | Osijek            | Osijek            |           |               |   |            |            |       |
|  | Breznica Pljevlja | Breznica Pljevlja | 0         |               |   |            |            |       |
|  | Breznica Pljevlja | Breznica Pljevlja | 0         | Bronzmérkőzés |   |            |            |       |
|  |                   |                   |           |               |   |            |            |       |
|  | Augusztus 21.     |                   |           |               |   |            |            |       |
|  |                   |                   |           |               |   |            |            |       |
|  | Breznica Pljevlja | Breznica Pljevlja | 3         |               |   |            |            |       |
|  | Breznica Pljevlja | Breznica Pljevlja | 3         |               |   |            |            |       |
|  | Hajasza           | Hajasza           | 2         |               |   |            |            |       |
|  | Hajasza           | Hajasza           | 2         |               |   |            |            |       |

Elődöntők
| 2021. augusztus 18. 15:00 |

| Anderlecht                        | 3–0         | Hajasza |
| --------------------------------- | ----------- | ------- |
| Vătafu 57' Tison 63' Wullaert 78' | Jegyzőkönyv |         |

| Gradski Vrt Stadion, Eszék Játékvezető: Alina Peşu (román) |

| 2021. augusztus 18. 21:00 |

| Osijek                                                   | 5–0         | Breznica Pljevlja |
| -------------------------------------------------------- | ----------- | ----------------- |
| Nevrkla 7' Lubina 27' Joščak 53' Kovačević 84' Balić 89' | Jegyzőkönyv |                   |

| Gradski Vrt Stadion, Eszék Játékvezető: Miriama Matulová (szlovák) |

Harmadik helyért
| 2021. augusztus 21. 15:00 |

| Breznica Pljevlja                       | 3–2         | Hajasza         |
| --------------------------------------- | ----------- | --------------- |
| Šaranović 44' Đurđevac 49' Tošković 84' | Jegyzőkönyv | Yeghyan 26' 65' |

| Gradski Vrt Stadion, Eszék Játékvezető: Michaliną Diakow (lengyel) |

Döntő
| 2021. augusztus 21. 21:00 |

| Anderlecht | 0–1         | Osijek    |
| ---------- | ----------- | --------- |
|            | Jegyzőkönyv | Lojna 54' |

| Gradski Vrt Stadion, Eszék Játékvezető: Reelika Turi (észt) |

#### Torna 4
Házigazda SFK 2000 Sarajevo.
|  |                                |                                |           |               |   |         |         |       |
|  | Elődöntők                      | Elődöntők                      | Elődöntők |               |   | Döntő   | Döntő   | Döntő |
|  | Elődöntők                      | Elődöntők                      | Elődöntők |               |   | Döntő   | Döntő   | Döntő |
|  | Augusztus 18.                  |                                |           |               |   |         |         |       |
|  |                                |                                |           |               |   |         |         |       |
|  | Benfica                        | Benfica                        | 4         |               |   |         |         |       |
|  | Benfica                        | Benfica                        | 4         | Augusztus 21. |   |         |         |       |
|  | Kiryat Gat                     | Kiryat Gat                     | 0         |               |   |         |         |       |
|  | Kiryat Gat                     | Kiryat Gat                     | 0         |               |   | Benfica | Benfica | 7     |
|  | Augusztus 18.                  |                                |           |               |   | Benfica | Benfica | 7     |
|  |                                |                                | Racing FC | Racing FC     | 0 |         |         |       |
|  | SFK 2000 Sarajevo              | SFK 2000 Sarajevo              | Racing FC | Racing FC     | 0 | 0       |         |       |
|  | SFK 2000 Sarajevo              | SFK 2000 Sarajevo              |           |               |   |         |         |       |
|  | Racing FC                      | Racing FC                      | 1         |               |   |         |         |       |
|  | Racing FC                      | Racing FC                      | 1         | Bronzmérkőzés |   |         |         |       |
|  |                                |                                |           |               |   |         |         |       |
|  | Augusztus 21.                  |                                |           |               |   |         |         |       |
|  |                                |                                |           |               |   |         |         |       |
|  | SFK 2000 Sarajevo (h.u.) (bü.) | SFK 2000 Sarajevo (h.u.) (bü.) | 1 (4)     |               |   |         |         |       |
|  | SFK 2000 Sarajevo (h.u.) (bü.) | SFK 2000 Sarajevo (h.u.) (bü.) | 1 (4)     |               |   |         |         |       |
|  | Kiryat Gat                     | Kiryat Gat                     | 1 (2)     |               |   |         |         |       |
|  | Kiryat Gat                     | Kiryat Gat                     | 1 (2)     |               |   |         |         |       |

Elődöntők
| 2021. augusztus 18. 11:00 |

| SFK 2000 Sarajevo | 0–1         | Racing FC   |
| ----------------- | ----------- | ----------- |
|                   | Jegyzőkönyv | Rinaldi 66' |

| FF BH Football Training Centre, Zenica Játékvezető: Jurgita Mačikunytė (litván) |

| 2021. augusztus 18. 17:00 |

| Benfica                                            | 4–0         | Kiryat Gat |
| -------------------------------------------------- | ----------- | ---------- |
| Aninha 52' (11-esből) 54' Valéria 69' Nazareth 85' | Jegyzőkönyv |            |

| FF BH Football Training Centre, Zenica Játékvezető: Tanja Subotič (szlovén) |

Harmadik helyért
| 2021. augusztus 21. 11:00 |

| SFK 2000 Sarajevo                             | 1–1 (h. u.) | Kiryat Gat              |
| --------------------------------------------- | ----------- | ----------------------- |
| Al. Spahić 10'                                | Jegyzőkönyv | Ozel 63'                |
| Büntetőpárbaj                                 |             |                         |
| Milinković Am. Spahić Kamerić Kršo Al. Spahić | 4–2         | Ana Rantissi Sofer Efih |

| FF BH Football Training Centre, Zenica Játékvezető: Neslihan Muratdağı (török) |

Döntő
| 2021. augusztus 21. 17:00 |

| Benfica                                                                                     | 7–0         | Racing FC |
| ------------------------------------------------------------------------------------------- | ----------- | --------- |
| Amado 2' Valéria 21' 90+4' Nazareth 40' (11-esből) 42' Raysla 90' (11-esből) Cameirão 90+3' | Jegyzőkönyv |           |

| FF BH Football Training Centre, Zenica Játékvezető: Michèle Schmölzer (svájci) |

#### Torna 5
Házigazda Åland United.
|  |                  |                  |              |               |   |                  |                  |       |
|  | Elődöntők        | Elődöntők        | Elődöntők    |               |   | Döntő            | Döntő            | Döntő |
|  | Elődöntők        | Elődöntők        | Elődöntők    |               |   | Döntő            | Döntő            | Döntő |
|  | Augusztus 18.    |                  |              |               |   |                  |                  |       |
|  |                  |                  |              |               |   |                  |                  |       |
|  | Servette Chênois | Servette Chênois | 1            |               |   |                  |                  |       |
|  | Servette Chênois | Servette Chênois | 1            | Augusztus 21. |   |                  |                  |       |
|  | Glentoran        | Glentoran        | 0            |               |   |                  |                  |       |
|  | Glentoran        | Glentoran        | 0            |               |   | Servette Chênois | Servette Chênois | 1     |
|  | Augusztus 18.    |                  |              |               |   | Servette Chênois | Servette Chênois | 1     |
|  |                  |                  | Åland United | Åland United  | 0 |                  |                  |       |
|  | Olimpia Cluj     | Olimpia Cluj     | Åland United | Åland United  | 0 | 0                |                  |       |
|  | Olimpia Cluj     | Olimpia Cluj     |              |               |   |                  |                  |       |
|  | Åland United     | Åland United     | 4            |               |   |                  |                  |       |
|  | Åland United     | Åland United     | 4            | Bronzmérkőzés |   |                  |                  |       |
|  |                  |                  |              |               |   |                  |                  |       |
|  | Augusztus 21.    |                  |              |               |   |                  |                  |       |
|  |                  |                  |              |               |   |                  |                  |       |
|  | Olimpia Cluj     | Olimpia Cluj     | 0            |               |   |                  |                  |       |
|  | Olimpia Cluj     | Olimpia Cluj     | 0            |               |   |                  |                  |       |
|  | Glentoran        | Glentoran        | 2            |               |   |                  |                  |       |
|  | Glentoran        | Glentoran        | 2            |               |   |                  |                  |       |

Elődöntők
| 2021. augusztus 18. 13:00 (14:00 EET) |

| Servette Chênois | 1–0         | Glentoran |
| ---------------- | ----------- | --------- |
| Boho 2'          | Jegyzőkönyv |           |

| Wiklöf Holding Arena, Mariehamn Játékvezető: Zulema González González (spanyol) |

| 2021. augusztus 18. 19:00 (20:00 EET) |

| Olimpia Cluj | 0–4         | Åland United                               |
| ------------ | ----------- | ------------------------------------------ |
|              | Jegyzőkönyv | Jaleca 21' 45' Westerlund 51' Korhonen 56' |

| Wiklöf Holding Arena, Mariehamn Játékvezető: Ioanna Allayiotou (ciprusi) |

Harmadik helyért
| 2021. augusztus 21. 13:00 (14:00 EET) |

| Olimpia Cluj | 0–2         | Glentoran                |
| ------------ | ----------- | ------------------------ |
|              | Jegyzőkönyv | Andrews 55' McCarron 85' |

| Wiklöf Holding Arena, Mariehamn Játékvezető: Emilie Dokset (norvég) |

Döntő
| 2021. augusztus 21. 19:00 (20:00 EET) |

| Servette Chênois | 1–0         | Åland United |
| ---------------- | ----------- | ------------ |
| Felber 45+2'     | Jegyzőkönyv |              |

| Wiklöf Holding Arena, Mariehamn Játékvezető: Jelena Pejković (horvát) |

#### Torna 6
Házigazda Apóllon Lemeszú.
|  |                        |                        |               |               |   |                 |                 |       |
|  | Elődöntők              | Elődöntők              | Elődöntők     |               |   | Döntő           | Döntő           | Döntő |
|  | Elődöntők              | Elődöntők              | Elődöntők     |               |   | Döntő           | Döntő           | Döntő |
|  | Augusztus 18.          |                        |               |               |   |                 |                 |       |
|  |                        |                        |               |               |   |                 |                 |       |
|  | Apóllon Lemeszú (h.u.) | Apóllon Lemeszú (h.u.) | 2             |               |   |                 |                 |       |
|  | Apóllon Lemeszú (h.u.) | Apóllon Lemeszú (h.u.) | 2             | Augusztus 21. |   |                 |                 |       |
|  | Dinama Minszk          | Dinama Minszk          | 0             |               |   |                 |                 |       |
|  | Dinama Minszk          | Dinama Minszk          | 0             |               |   | Apóllon Lemeszú | Apóllon Lemeszú | 2     |
|  | Augusztus 18.          |                        |               |               |   | Apóllon Lemeszú | Apóllon Lemeszú | 2     |
|  |                        |                        | CSZKA Moszkva | CSZKA Moszkva | 1 |                 |                 |       |
|  | CSZKA Moszkva (h.u.)   | CSZKA Moszkva (h.u.)   | CSZKA Moszkva | CSZKA Moszkva | 1 | 4               |                 |       |
|  | CSZKA Moszkva (h.u.)   | CSZKA Moszkva (h.u.)   |               |               |   |                 |                 |       |
|  | Swansea City           | Swansea City           | 1             |               |   |                 |                 |       |
|  | Swansea City           | Swansea City           | 1             | Bronzmérkőzés |   |                 |                 |       |
|  |                        |                        |               |               |   |                 |                 |       |
|  | Augusztus 21.          |                        |               |               |   |                 |                 |       |
|  |                        |                        |               |               |   |                 |                 |       |
|  | Dinama Minszk          | Dinama Minszk          | 2             |               |   |                 |                 |       |
|  | Dinama Minszk          | Dinama Minszk          | 2             |               |   |                 |                 |       |
|  | Swansea City           | Swansea City           | 0             |               |   |                 |                 |       |
|  | Swansea City           | Swansea City           | 0             |               |   |                 |                 |       |

Elődöntők
| 2021. augusztus 18. 15:30 (16:30 EET) |

| Apóllon Lemeszú                   | 2–0 (h. u.) | Dinama Minszk |
| --------------------------------- | ----------- | ------------- |
| Freda 99' Hmírová 105' (11-esből) | Jegyzőkönyv |               |

| Tsirio Stadion, Limassol Játékvezető: Olivia Tschon (osztrák) |

| 2021. augusztus 18. 20:45 (21:45 EET) |

| CSZKA Moszkva                                         | 4–1 (h. u.) | Swansea City  |
| ----------------------------------------------------- | ----------- | ------------- |
| Damjanović 89' Szmirnova 91' 110' Csernomirgyina 112' | Jegyzőkönyv | Chivers 90+1' |

| Tsirio Stadion, Limassol Játékvezető: Tanja Račić (bosznia-hercegovinai) |

Harmadik helyért
| 2021. augusztus 21. 15:30 (16:30 EET) |

| Dinama Minszk         | 2–0         | Swansea City |
| --------------------- | ----------- | ------------ |
| Jenkins 3' Ndzana 44' | Jegyzőkönyv |              |

| Tsirio Stadion, Limassol Játékvezető: Marina Živković (szerb) |

Döntő
| 2021. augusztus 21. 20:45 (21:45 EET) |

| Apóllon Lemeszú        | 2–1         | CSZKA Moszkva   |
| ---------------------- | ----------- | --------------- |
| Freda 39' Lockwood 66' | Jegyzőkönyv | Mjasznikova 32' |

| Tsirio Stadion, Limassol Játékvezető: Maria Marotta (olasz) |

#### Torna 7
Házigazda PAÓK.
|  |                     |                     |           |               |   |           |           |       |
|  | Elődöntők           | Elődöntők           | Elődöntők |               |   | Döntő     | Döntő     | Döntő |
|  | Elődöntők           | Elődöntők           | Elődöntők |               |   | Döntő     | Döntő     | Döntő |
|  | Augusztus 18.       |                     |           |               |   |           |           |       |
|  |                     |                     |           |               |   |           |           |       |
|  | Vålerenga           | Vålerenga           | 5         |               |   |           |           |       |
|  | Vålerenga           | Vålerenga           | 5         | Augusztus 21. |   |           |           |       |
|  | Mitrovica           | Mitrovica           | 0         |               |   |           |           |       |
|  | Mitrovica           | Mitrovica           | 0         |               |   | Vålerenga | Vålerenga | 2     |
|  | Augusztus 18.       |                     |           |               |   | Vålerenga | Vålerenga | 2     |
|  |                     |                     | PAÓK      | PAÓK          | 0 |           |           |       |
|  | PAÓK                | PAÓK                | PAÓK      | PAÓK          | 0 | 6         |           |       |
|  | PAÓK                | PAÓK                |           |               |   |           |           |       |
|  | Agarista Anenii Noi | Agarista Anenii Noi | 0         |               |   |           |           |       |
|  | Agarista Anenii Noi | Agarista Anenii Noi | 0         | Bronzmérkőzés |   |           |           |       |
|  |                     |                     |           |               |   |           |           |       |
|  | Augusztus 21.       |                     |           |               |   |           |           |       |
|  |                     |                     |           |               |   |           |           |       |
|  | Mitrovica           | Mitrovica           | 3         |               |   |           |           |       |
|  | Mitrovica           | Mitrovica           | 3         |               |   |           |           |       |
|  | Agarista Anenii Noi | Agarista Anenii Noi | 0         |               |   |           |           |       |
|  | Agarista Anenii Noi | Agarista Anenii Noi | 0         |               |   |           |           |       |

Elődöntők
| 2021. augusztus 18. 17:00 (18:00 EET) |

| PAÓK                                                         | 6–0         | Agarista Anenii Noi |
| ------------------------------------------------------------ | ----------- | ------------------- |
| Baxevanou 3' Papadopoulou 17' Mitkou 38' Akida 51' 88' 90+2' | Jegyzőkönyv |                     |

| Makedonikos Stadion, Szaloniki Játékvezető: Ainara Andrea Acevedo Dudley (spanyol) |

| 2021. augusztus 18. 17:00 (18:00 EET) |

| Vålerenga                              | 5–0         | Mitrovica |
| -------------------------------------- | ----------- | --------- |
| Thomsen 29' 57' Thorsnes 76' 88' 90+3' | Jegyzőkönyv |           |

| Giannitsa Municipal Stadion, Giannitsa Játékvezető: Simona Ghisletta (svájci) |

Harmadik helyért
| 2021. augusztus 21. 17:00 (18:00 EET) |

| Mitrovica                 | 3–0         | Agarista Anenii Noi |
| ------------------------- | ----------- | ------------------- |
| Kryeziu 2' 74' Gjegji 21' | Jegyzőkönyv |                     |

| Giannitsa Municipal Stadion, Giannitsa Játékvezető: Kirsty Dowle (angol) |

Döntő
| 2021. augusztus 21. 16:00 (17:00 EET) |

| Vålerenga                           | 2–0         | PAÓK |
| ----------------------------------- | ----------- | ---- |
| Thomsen 54' Thorsnes 88' (11-esből) | Jegyzőkönyv |      |

| Makedonikos Stadion, Szaloniki Játékvezető: Aleksandra Česen (szlovén) |

#### Torna 8
Házigazda Juventus.
|  |                 |                 |           |               |   |            |            |       |
|  | Elődöntők       | Elődöntők       | Elődöntők |               |   | Döntő      | Döntő      | Döntő |
|  | Elődöntők       | Elődöntők       | Elődöntők |               |   | Döntő      | Döntő      | Döntő |
|  | Augusztus 18.   |                 |           |               |   |            |            |       |
|  |                 |                 |           |               |   |            |            |       |
|  | St. Pölten      | St. Pölten      | 7         |               |   |            |            |       |
|  | St. Pölten      | St. Pölten      | 7         | Augusztus 21. |   |            |            |       |
|  | Beşiktaş JK     | Beşiktaş JK     | 0         |               |   |            |            |       |
|  | Beşiktaş JK     | Beşiktaş JK     | 0         |               |   | St. Pölten | St. Pölten | 1     |
|  | Augusztus 18.   |                 |           |               |   | St. Pölten | St. Pölten | 1     |
|  |                 |                 | Juventus  | Juventus      | 4 |            |            |       |
|  | Juventus        | Juventus        | Juventus  | Juventus      | 4 | 12         |            |       |
|  | Juventus        | Juventus        |           |               |   |            |            |       |
|  | Kamenica Szasza | Kamenica Szasza | 0         |               |   |            |            |       |
|  | Kamenica Szasza | Kamenica Szasza | 0         | Bronzmérkőzés |   |            |            |       |
|  |                 |                 |           |               |   |            |            |       |
|  | Augusztus 21.   |                 |           |               |   |            |            |       |
|  |                 |                 |           |               |   |            |            |       |
|  | Beşiktaş JK     | Beşiktaş JK     | 4         |               |   |            |            |       |
|  | Beşiktaş JK     | Beşiktaş JK     | 4         |               |   |            |            |       |
|  | Kamenica Szasza | Kamenica Szasza | 0         |               |   |            |            |       |
|  | Kamenica Szasza | Kamenica Szasza | 0         |               |   |            |            |       |

Elődöntők
| 2021. augusztus 18. 15:00 |

| Juventus | 12–0        | Kamenica Szasza |
| --- | ----------- | --------------- |
| Caruso 3' 12' 76' Rosucci 18' Girelli 45+2' 56' Bonansea 51' Zamanian 59' Stašková 64' 84' 90' Bonfantini 90+2' | Jegyzőkönyv |                 |

| Juventus Training Center, Torino Játékvezető: Frederikke Lydia Søkjær (dán) |

| 2021. augusztus 18. 21:00 |

| St. Pölten                                                        | 7–0         | Beşiktaş JK |
| ----------------------------------------------------------------- | ----------- | ----------- |
| Zver 9' Enzinger 16' 18' 26' Brunnthaler 45+3' Mikolajová 60' 66' | Jegyzőkönyv |             |

| Juventus Training Center, Torino Játékvezető: Jelena Međedović (szerb) |

Harmadik helyért
| 2021. augusztus 21. 15:00 |

| Beşiktaş JK                                             | 4–0         | Kamenica Szasza |
| ------------------------------------------------------- | ----------- | --------------- |
| Uraz 57' Karabulut 78' İçen 88' (11-esből) Hançar 90+3' | Jegyzőkönyv |                 |

| Juventus Training Center, Torino Játékvezető: Jelena Međedović (szerb) |

Döntő
| 2021. augusztus 21. 21:00 |

| St. Pölten   | 1–4         | Juventus                                 |
| ------------ | ----------- | ---------------------------------------- |
| Enzinger 67' | Jegyzőkönyv | Bonansea 8' 54' Girelli 64' Hurtig 90+2' |

| Juventus Training Center, Torino Játékvezető: María Dolores Martínez Madrona (spanyol) |

#### Torna 9
Házigazda Twente.
|  |                  |                  |                  |                  |   |               |               |       |
|  | Elődöntők        | Elődöntők        | Elődöntők        |                  |   | Döntő         | Döntő         | Döntő |
|  | Elődöntők        | Elődöntők        | Elődöntők        |                  |   | Döntő         | Döntő         | Döntő |
|  | Augusztus 18.    |                  |                  |                  |   |               |               |       |
|  |                  |                  |                  |                  |   |               |               |       |
|  | Twente           | Twente           | 9                |                  |   |               |               |       |
|  | Twente           | Twente           | 9                | Augusztus 21.    |   |               |               |       |
|  | Tbiliszi Nike    | Tbiliszi Nike    | 0                |                  |   |               |               |       |
|  | Tbiliszi Nike    | Tbiliszi Nike    | 0                |                  |   | Twente (h.u.) | Twente (h.u.) | 5     |
|  | Augusztus 18.    |                  |                  |                  |   | Twente (h.u.) | Twente (h.u.) | 5     |
|  |                  |                  | Spartak Subotica | Spartak Subotica | 3 |               |               |       |
|  | Spartak Subotica | Spartak Subotica | Spartak Subotica | Spartak Subotica | 3 | 5             |               |       |
|  | Spartak Subotica | Spartak Subotica |                  |                  |   |               |               |       |
|  | Peamount United  | Peamount United  | 2                |                  |   |               |               |       |
|  | Peamount United  | Peamount United  | 2                | Bronzmérkőzés    |   |               |               |       |
|  |                  |                  |                  |                  |   |               |               |       |
|  | Augusztus 21.    |                  |                  |                  |   |               |               |       |
|  |                  |                  |                  |                  |   |               |               |       |
|  | Peamount United  | Peamount United  | ––               |                  |   |               |               |       |
|  | Peamount United  | Peamount United  | ––               |                  |   |               |               |       |
|  | Tbiliszi Nike    | Tbiliszi Nike    | ––               |                  |   |               |               |       |
|  | Tbiliszi Nike    | Tbiliszi Nike    | ––               |                  |   |               |               |       |

Elődöntők
| 2021. augusztus 18. 12:00 |

| Spartak Subotica                  | 5–2         | Peamount United    |
| --------------------------------- | ----------- | ------------------ |
| Filipović 4' 40' 45' 54' Kusi 62' | Jegyzőkönyv | Ryan-Doyle 72' 89' |

| Sportcampus Diekman, Enschede Játékvezető: Ana Maria Alexandra Terteleac (román) |

| 2021. augusztus 18. 19:00 |

| Twente                                                                        | 9–0         | Tbiliszi Nike |
| ----------------------------------------------------------------------------- | ----------- | ------------- |
| Kalma 18' 39' 44' 45+1' Stolze 21' Dijkstra 53' Jansen 67' De Keijzer 76' 84' | Jegyzőkönyv |               |

| Sportcampus Diekman, Enschede Játékvezető: Cansu Tiryaki (török) |

Harmadik helyért
| 2021. augusztus 21. 12:00 |

| Peamount United | Törölve     | Tbiliszi Nike |
| --------------- | ----------- | ------------- |
|                 | Jegyzőkönyv |               |

| Sportcampus Diekman, Enschede Játékvezető: Maria Sole Caputi (olasz) |

Döntő
| 2021. augusztus 21. 19:00 |

| Twente                                               | 5–3 (h. u.) | Spartak Subotica                  |
| ---------------------------------------------------- | ----------- | --------------------------------- |
| Kalma 80' 86' 108' (11-esből) Stolze 84' Jansen 117' | Jegyzőkönyv | Owusu-Ansah 21' 68' Filipović 73' |

| Sportcampus Diekman, Enschede Játékvezető: Lucie Šulcová (cseh) |

#### Torna 10
Házigazda Pomurje.
|  |                    |                    |           |               |   |                    |                    |       |
|  | Elődöntők          | Elődöntők          | Elődöntők |               |   | Döntő              | Döntő              | Döntő |
|  | Elődöntők          | Elődöntők          | Elődöntők |               |   | Döntő              | Döntő              | Döntő |
|  | Augusztus 18.      |                    |           |               |   |                    |                    |       |
|  |                    |                    |           |               |   |                    |                    |       |
|  | Zsitlobud–1 Harkiv | Zsitlobud–1 Harkiv | 5         |               |   |                    |                    |       |
|  | Zsitlobud–1 Harkiv | Zsitlobud–1 Harkiv | 5         | Augusztus 21. |   |                    |                    |       |
|  | NSZA Szófia        | NSZA Szófia        | 1         |               |   |                    |                    |       |
|  | NSZA Szófia        | NSZA Szófia        | 1         |               |   | Zsitlobud–1 Harkiv | Zsitlobud–1 Harkiv | 4     |
|  | Augusztus 18.      |                    |           |               |   | Zsitlobud–1 Harkiv | Zsitlobud–1 Harkiv | 4     |
|  |                    |                    | Pomurje   | Pomurje       | 1 |                    |                    |       |
|  | Pomurje            | Pomurje            | Pomurje   | Pomurje       | 1 | 6                  |                    |       |
|  | Pomurje            | Pomurje            |           |               |   |                    |                    |       |
|  | Rīgas FS           | Rīgas FS           | 1         |               |   |                    |                    |       |
|  | Rīgas FS           | Rīgas FS           | 1         | Bronzmérkőzés |   |                    |                    |       |
|  |                    |                    |           |               |   |                    |                    |       |
|  | Augusztus 21.      |                    |           |               |   |                    |                    |       |
|  |                    |                    |           |               |   |                    |                    |       |
|  | NSZA Szófia        | NSZA Szófia        | 2         |               |   |                    |                    |       |
|  | NSZA Szófia        | NSZA Szófia        | 2         |               |   |                    |                    |       |
|  | Rīgas FS           | Rīgas FS           | 1         |               |   |                    |                    |       |
|  | Rīgas FS           | Rīgas FS           | 1         |               |   |                    |                    |       |

Elődöntők
| 2021. augusztus 18. 11:00 |

| Zsitlobud–1 Harkiv                                               | 5–1         | NSZA Szófia       |
| ---------------------------------------------------------------- | ----------- | ----------------- |
| Sevcsuk 11' Smatko 52' Ovdijcsuk 61' Bojcsenko 84' Kocsnyeva 87' | Jegyzőkönyv | Alekszandrova 29' |

| ŠRC Bakovci Stadion, Barkóc Játékvezető: Louise Thompson (északír) |

| 2021. augusztus 18. 17:00 |

| Pomurje                                                       | 6–1         | Rīgas FS       |
| ------------------------------------------------------------- | ----------- | -------------- |
| Korošec 9' Kolbl 11' Makovec 41' 60' Rakovec 82' Rozmarič 85' | Jegyzőkönyv | Krasnova 45+6' |

| TŠC Trate Gornja Radgona, Gornja Radgona Játékvezető: Araksya Saribekyan (örmény) |

Harmadik helyért
| 2021. augusztus 21. 11:00 |

| NSZA Szófia              | 2–1         | Rīgas FS       |
| ------------------------ | ----------- | -------------- |
| Najdenova 48' Janeva 58' | Jegyzőkönyv | Poluhovica 72' |

| ŠRC Bakovci Stadion, Barkóc Játékvezető: Angelika Söder (német) |

Döntő
| 2021. augusztus 21. 17:00 |

| Zsitlobud–1 Harkiv                                   | 4–1         | Pomurje                |
| ---------------------------------------------------- | ----------- | ---------------------- |
| Sadıkoğlu 19' Ovdijcsuk 41' Bojcsenko 50' Smatko 57' | Jegyzőkönyv | Korošec 37' (11-esből) |

| TŠC Trate Gornja Radgona, Gornja Radgona Játékvezető: Ewa Augustyn (lengyel) |

#### Torna 11
Házigazda Czarni Sosnowiec.
|  |                               |                               |             |               |       |       |       |       |
|  | Elődöntők                     | Elődöntők                     | Elődöntők   |               |       | Döntő | Döntő | Döntő |
|  | Elődöntők                     | Elődöntők                     | Elődöntők   |               |       | Döntő | Döntő | Döntő |
|  |                               |                               |             |               |       |       |       |       |
|  |                               |                               |             |               |       |       |       |       |
|  |                               |                               |             |               |       |       |       |       |
|  | Augusztus 20.                 |                               |             |               |       |       |       |       |
|  |                               |                               |             |               |       |       |       |       |
|  | Vllaznia Shkodër (h.u.) (bü.) | Vllaznia Shkodër (h.u.) (bü.) | 0 (3)       |               |       |       |       |       |
|  | Vllaznia Shkodër (h.u.) (bü.) | Vllaznia Shkodër (h.u.) (bü.) | 0 (3)       | Augusztus 17. |       |       |       |       |
|  |                               |                               | Ferencváros | Ferencváros   | 0 (1) |       |       |       |
|  | Ferencváros                   | Ferencváros                   | Ferencváros | Ferencváros   | 0 (1) | 2     |       |       |
|  | Ferencváros                   | Ferencváros                   |             |               |       |       |       |       |
|  | Czarni Sosnowiec              | Czarni Sosnowiec              | 1           |               |       |       |       |       |
|  | Czarni Sosnowiec              | Czarni Sosnowiec              | 1           |               |       |       |       |       |

Elődöntők
| 2021. augusztus 17. 20:45 |

| Ferencváros          | 2–1         | Czarni Sosnowiec |
| -------------------- | ----------- | ---------------- |
| Brandon 17' Vágó 56' | Jegyzőkönyv | Fischerová 50'   |

| Ludowy Stadion, Sosnowiec Játékvezető: Zuzana Valentová (szlovák) |

Döntő
| 2021. augusztus 20. 19:45 |

| Vllaznia Shkodër     | 0–0 (h. u.) | Ferencváros                 |
| -------------------- | ----------- | --------------------------- |
|                      | Jegyzőkönyv |                             |
| Büntetőpárbaj        |             |                             |
| Gjini Franja Berisha | 3–1         | Vágó Mosdóczi Pusztai Szabó |

| Ludowy Stadion, Sosnowiec Játékvezető: Eleni Antoniou (görög) |

### Liga ág

#### Torna 1
Házigazda FC Zürich.
|  |                 |                 |           |               |   |                |                |       |
|  | Elődöntők       | Elődöntők       | Elődöntők |               |   | Döntő          | Döntő          | Döntő |
|  | Elődöntők       | Elődöntők       | Elődöntők |               |   | Döntő          | Döntő          | Döntő |
|  | Augusztus 17.   |                 |           |               |   |                |                |       |
|  |                 |                 |           |               |   |                |                |       |
|  | TSG Hoffenheim  | TSG Hoffenheim  | 1         |               |   |                |                |       |
|  | TSG Hoffenheim  | TSG Hoffenheim  | 1         | Augusztus 20. |   |                |                |       |
|  | Valur Reykjavík | Valur Reykjavík | 0         |               |   |                |                |       |
|  | Valur Reykjavík | Valur Reykjavík | 0         |               |   | TSG Hoffenheim | TSG Hoffenheim | 2     |
|  | Augusztus 17.   |                 |           |               |   | TSG Hoffenheim | TSG Hoffenheim | 2     |
|  |                 |                 | Milan     | Milan         | 0 |                |                |       |
|  | FC Zürich       | FC Zürich       | Milan     | Milan         | 0 | 1              |                |       |
|  | FC Zürich       | FC Zürich       |           |               |   |                |                |       |
|  | Milan           | Milan           | 2         |               |   |                |                |       |
|  | Milan           | Milan           | 2         | Bronzmérkőzés |   |                |                |       |
|  |                 |                 |           |               |   |                |                |       |
|  | Augusztus 20.   |                 |           |               |   |                |                |       |
|  |                 |                 |           |               |   |                |                |       |
|  | FC Zürich       | FC Zürich       | 1         |               |   |                |                |       |
|  | FC Zürich       | FC Zürich       | 1         |               |   |                |                |       |
|  | Valur Reykjavík | Valur Reykjavík | 3         |               |   |                |                |       |
|  | Valur Reykjavík | Valur Reykjavík | 3         |               |   |                |                |       |

Elődöntők
| 2021. augusztus 17. 14:00 |

| TSG Hoffenheim | 1–0         | Valur Reykjavík |
| -------------- | ----------- | --------------- |
| Billa 57'      | Jegyzőkönyv |                 |

| Letzigrund, Zürich Játékvezető: Andromachi Tsiofliki (görög) |

| 2021. augusztus 17. 20:00 |

| FC Zürich  | 1–2         | Milan            |
| ---------- | ----------- | ---------------- |
| Mégroz 68' | Jegyzőkönyv | Giacinti 33' 82' |

| Letzigrund, Zürich Játékvezető: Katyerina Uszova (ukrán) |

Harmadik helyért
| 2021. augusztus 20. 14:00 |

| FC Zürich  | 1–3         | Valur Reykjavík                    |
| ---------- | ----------- | ---------------------------------- |
| Mégroz 59' | Jegyzőkönyv | Friðriksdóttir 32' Hintzen 51' 53' |

| Letzigrund, Zürich Játékvezető: Abigail Marriott (angol) |

Döntő
| 2021. augusztus 20. 20:00 |

| TSG Hoffenheim       | 2–0         | Milan |
| -------------------- | ----------- | ----- |
| Brand 36' Hartig 59' | Jegyzőkönyv |       |

| Letzigrund, Zürich Játékvezető: Rasa Imanalijeva (litván) |

#### Torna 2
Házigazda Kristianstad.
|  |                |                |              |               |   |          |          |       |
|  | Elődöntők      | Elődöntők      | Elődöntők    |               |   | Döntő    | Döntő    | Döntő |
|  | Elődöntők      | Elődöntők      | Elődöntők    |               |   | Döntő    | Döntő    | Döntő |
|  | Augusztus 18.  |                |              |               |   |          |          |       |
|  |                |                |              |               |   |          |          |       |
|  | Bordeaux       | Bordeaux       | 2            |               |   |          |          |       |
|  | Bordeaux       | Bordeaux       | 2            | Augusztus 21. |   |          |          |       |
|  | 1. FC Slovácko | 1. FC Slovácko | 1            |               |   |          |          |       |
|  | 1. FC Slovácko | 1. FC Slovácko | 1            |               |   | Bordeaux | Bordeaux | 3     |
|  | Augusztus 18.  |                |              |               |   | Bordeaux | Bordeaux | 3     |
|  |                |                | Kristianstad | Kristianstad  | 1 |          |          |       |
|  | Brøndby        | Brøndby        | Kristianstad | Kristianstad  | 1 | 0        |          |       |
|  | Brøndby        | Brøndby        |              |               |   |          |          |       |
|  | Kristianstad   | Kristianstad   | 1            |               |   |          |          |       |
|  | Kristianstad   | Kristianstad   | 1            | Bronzmérkőzés |   |          |          |       |
|  |                |                |              |               |   |          |          |       |
|  | Augusztus 21.  |                |              |               |   |          |          |       |
|  |                |                |              |               |   |          |          |       |
|  | Brøndby        | Brøndby        | 2            |               |   |          |          |       |
|  | Brøndby        | Brøndby        | 2            |               |   |          |          |       |
|  | 1. FC Slovácko | 1. FC Slovácko | 1            |               |   |          |          |       |
|  | 1. FC Slovácko | 1. FC Slovácko | 1            |               |   |          |          |       |

Elődöntők
| 2021. augusztus 18. 14:00 |

| Brøndby | 0–1         | Kristianstad |
| ------- | ----------- | ------------ |
|         | Jegyzőkönyv | Nilsson 32'  |

| Kristianstads Fotbollsarena, Kristianstad Játékvezető: Merima Čelik (bosznia-hercegovinai) |

| 2021. augusztus 18. 20:00 |

| Bordeaux                 | 2–1         | 1. FC Slovácko |
| ------------------------ | ----------- | -------------- |
| Jaurena 37' Gilles 90+4' | Jegyzőkönyv | Pěčková 90+3'  |

| Kristianstads Fotbollsarena, Kristianstad Játékvezető: Viki De Cremer (belga) |

Harmadik helyért
| 2021. augusztus 21. 14:00 |

| Brøndby              | 2–1         | 1. FC Slovácko |
| -------------------- | ----------- | -------------- |
| Persson 23' Beck 30' | Jegyzőkönyv | Dubcová 39'    |

| Kristianstads Fotbollsarena, Kristianstad Játékvezető: Irena Velevačkoska (északmacedón) |

Döntő
| 2021. augusztus 21. 20:00 |

| Bordeaux                          | 3–1         | Kristianstad |
| --------------------------------- | ----------- | ------------ |
| Herrera 9' Gilles 20' Snoeijs 43' | Jegyzőkönyv | Carlsson 26' |

| Kristianstads Fotbollsarena, Kristianstad Játékvezető: Jelena Cvetković (szerb) |

#### Torna 3
Házigazda Rosenborg.
|  |                  |                  |           |               |   |                |                |       |
|  | Elődöntők        | Elődöntők        | Elődöntők |               |   | Döntő          | Döntő          | Döntő |
|  | Elődöntők        | Elődöntők        | Elődöntők |               |   | Döntő          | Döntő          | Döntő |
|  | Augusztus 18.    |                  |           |               |   |                |                |       |
|  |                  |                  |           |               |   |                |                |       |
|  | Levante          | Levante          | 2         |               |   |                |                |       |
|  | Levante          | Levante          | 2         | Augusztus 21. |   |                |                |       |
|  | Celtic           | Celtic           | 1         |               |   |                |                |       |
|  | Celtic           | Celtic           | 1         |               |   | Levante (h.u.) | Levante (h.u.) | 4     |
|  | Augusztus 18.    |                  |           |               |   | Levante (h.u.) | Levante (h.u.) | 4     |
|  |                  |                  | Rosenborg | Rosenborg     | 3 |                |                |       |
|  | FK Minszk        | FK Minszk        | Rosenborg | Rosenborg     | 3 | 1              |                |       |
|  | FK Minszk        | FK Minszk        |           |               |   |                |                |       |
|  | Rosenborg        | Rosenborg        | 2         |               |   |                |                |       |
|  | Rosenborg        | Rosenborg        | 2         | Bronzmérkőzés |   |                |                |       |
|  |                  |                  |           |               |   |                |                |       |
|  | Augusztus 21.    |                  |           |               |   |                |                |       |
|  |                  |                  |           |               |   |                |                |       |
|  | FK Minszk (h.u.) | FK Minszk (h.u.) | 3         |               |   |                |                |       |
|  | FK Minszk (h.u.) | FK Minszk (h.u.) | 3         |               |   |                |                |       |
|  | Celtic           | Celtic           | 2         |               |   |                |                |       |
|  | Celtic           | Celtic           | 2         |               |   |                |                |       |

Elődöntők
| 2021. augusztus 18. 12:00 |

| FK Minszk | 1–2         | Rosenborg               |
| --------- | ----------- | ----------------------- |
| Kuč 38'   | Jegyzőkönyv | Blakstad 29' Utland 75' |

| Koteng Arena, Trondheim Játékvezető: Alexandra Deligianni (görög) |

| 2021. augusztus 18. 18:00 |

| Levante                 | 2–1         | Celtic    |
| ----------------------- | ----------- | --------- |
| Toletti 36' Redondo 51' | Jegyzőkönyv | Hayes 64' |

| Koteng Arena, Trondheim Játékvezető: Vera Opejkina (orosz) |

Harmadik helyért
| 2021. augusztus 21. 12:00 |

| FK Minszk                    | 3–2 (h. u.) | Celtic                   |
| ---------------------------- | ----------- | ------------------------ |
| Kapetanović 18' Kuč 91' 111' | Jegyzőkönyv | Donaldson 36' Hayes 118' |

| Koteng Arena, Trondheim Játékvezető: Veronika Kovářová (cseh) |

Döntő
| 2021. augusztus 21. 18:00 |

| Levante                                 | 4–3 (h. u.) | Rosenborg                    |
| --------------------------------------- | ----------- | ---------------------------- |
| Baños 13' Toletti 79' Queiroz 105' 109' | Jegyzőkönyv | Utland 76' 115' Blakstad 87' |

| Koteng Arena, Trondheim Játékvezető: Urbán Eszter (magyar) |

#### Torna 4
Házigazda Lokomotyiv Moszkva.
|  |                    |                    |               |               |   |         |         |       |
|  | Elődöntők          | Elődöntők          | Elődöntők     |               |   | Döntő   | Döntő   | Döntő |
|  | Elődöntők          | Elődöntők          | Elődöntők     |               |   | Döntő   | Döntő   | Döntő |
|  | Augusztus 18.      |                    |               |               |   |         |         |       |
|  |                    |                    |               |               |   |         |         |       |
|  | Arsenal            | Arsenal            | 4             |               |   |         |         |       |
|  | Arsenal            | Arsenal            | 4             | Augusztus 21. |   |         |         |       |
|  | Okzsetpesz         | Okzsetpesz         | 0             |               |   |         |         |       |
|  | Okzsetpesz         | Okzsetpesz         | 0             |               |   | Arsenal | Arsenal | 3     |
|  | Augusztus 18.      |                    |               |               |   | Arsenal | Arsenal | 3     |
|  |                    |                    | PSV Eindhoven | PSV Eindhoven | 1 |         |         |       |
|  | PSV Eindhoven      | PSV Eindhoven      | PSV Eindhoven | PSV Eindhoven | 1 | 3       |         |       |
|  | PSV Eindhoven      | PSV Eindhoven      |               |               |   |         |         |       |
|  | Lokomotyiv Moszkva | Lokomotyiv Moszkva | 1             |               |   |         |         |       |
|  | Lokomotyiv Moszkva | Lokomotyiv Moszkva | 1             | Bronzmérkőzés |   |         |         |       |
|  |                    |                    |               |               |   |         |         |       |
|  | Augusztus 21.      |                    |               |               |   |         |         |       |
|  |                    |                    |               |               |   |         |         |       |
|  | Okzsetpesz         | Okzsetpesz         | 0             |               |   |         |         |       |
|  | Okzsetpesz         | Okzsetpesz         | 0             |               |   |         |         |       |
|  | Lokomotyiv Moszkva | Lokomotyiv Moszkva | 4             |               |   |         |         |       |
|  | Lokomotyiv Moszkva | Lokomotyiv Moszkva | 4             |               |   |         |         |       |

Elődöntők
| 2021. augusztus 18. 12:00 (13:00 MSK) |

| Arsenal                                                | 4–0         | Okzsetpesz |
| ------------------------------------------------------ | ----------- | ---------- |
| Ivabucsi 14' Little 18' (11-esből) Mead 65' Parris 75' | Jegyzőkönyv |            |

| Szapszan Aréna, Moszkva Játékvezető: Katarzyna Lisiecka-Sęk (lengyel) |

| 2021. augusztus 18. 18:00 (19:00 MSK) |

| PSV Eindhoven                       | 3–1         | Lokomotyiv Moszkva |
| ----------------------------------- | ----------- | ------------------ |
| Brugts 6' Waldus 65' Thestrup 90+5' | Jegyzőkönyv | Belomitceva 4'     |

| Szapszan Aréna, Moszkva Játékvezető: Sofik Torosyan (örmény) |

Harmadik helyért
| 2021. augusztus 21. 12:00 (13:00 MSK) |

| Okzsetpesz | 0–4         | Lokomotyiv Moszkva                              |
| ---------- | ----------- | ----------------------------------------------- |
|            | Jegyzőkönyv | Kozsnyikova 18' 54' Korovkina 30' Fjodorova 69' |

| Szapszan Aréna, Moszkva Játékvezető: Justina Lavrenovaitė-Perez (litván) |

Döntő
| 2021. augusztus 21. 18:00 (19:00 MSK) |

| Arsenal                      | 3–1         | PSV Eindhoven |
| ---------------------------- | ----------- | ------------- |
| Miedema 19' Ivabucsi 39' 65' | Jegyzőkönyv | Brugts 51'    |

| Szapszan Aréna, Moszkva Játékvezető: Petra Pavlíková (szlovák) |

## 2. forduló
A 2. forduló 24 csapat részvételével a 2021 -es UEFA-együttható alapján az alábbi felosztásban indult. 
- Bajnoki ág  (14 csapat): 3 nevezett csapat és az 1. forduló 11 győztese.
- Liga ág  (10 csapat): 6 nevezett csapat és az 1. forduló 4 győztese.

| Kiemelt                                                                                         | Nem kiemelt                                                                                         |
| ----------------------------------------------------------------------------------------------- | --------------------------------------------------------------------------------------------------- |
| - Sparta Praha - Glasgow City - FC Twente - Breiðablik - BK Häcken - Juventus - Apóllon Lemeszú | - Vllaznia Shkodër - Vålerenga - Zsitlobud–1 Harkiv - Servette Chênois - HB Køge - Osijek - Benfica |

| Kiemelt                                                                       | Nem kiemelt                                                   |
| ----------------------------------------------------------------------------- | ------------------------------------------------------------- |
| - Olympique Lyon - VfL Wolfsburg - Manchester City - Slavia Praha - Rosengård | - Arsenal - Bordeaux - TSG Hoffenheim - Real Madrid - Levante |

| 1. csapat        | Össz. | 2. csapat          | 1. mérk. | 2. mérk. |
| ---------------- | ----- | ------------------ | -------- | -------- |
| Sparta Praha     | 0–3   | HB Køge            | 0–1      | 0–2      |
| Osijek           | 1–4   | Breiðablik         | 1–1      | 0–3      |
| Vllaznia Shkodër | 0–3   | Juventus           | 0–2      | 0–1      |
| FC Twente        | 1–5   | Benfica            | 1–1      | 0–4      |
| Apóllon Lemeszú  | 2–5   | Zsitlobud–1 Harkiv | 1–2      | 1–3      |
| Servette Chênois | 3–2   | Glasgow City       | 1–1      | 2–1      |
| Vålerenga        | 3–6   | BK Häcken          | 1–3      | 2–3      |

| 1. csapat     | Össz.     | 2. csapat       | 1. mérk. | 2. mérk.   |
| ------------- | --------- | --------------- | -------- | ---------- |
| Levante       | 2–4       | Olympique Lyon  | 1–2      | 1–2        |
| Arsenal       | 7–0       | Slavia Praha    | 3–0      | 4–0        |
| Real Madrid   | 2–1       | Manchester City | 1–1      | 1–0        |
| VfL Wolfsburg | 5–5 (bü.) | Bordeaux        | 3–2      | 2–3 (h.u.) |
| Rosengård     | 3–6       | TSG Hoffenheim  | 0–3      | 3–3        |

### Bajnoki ág
| 2021. szeptember 1. 18:00 |

| Sparta Praha | 0–1         | HB Køge    |
| ------------ | ----------- | ---------- |
|              | Jegyzőkönyv | Kramer 73' |

| Letní Stadion, Chomutov Játékvezető: Sipos Katalin (magyar) |

| 2021. szeptember 8. 18:00 |

| Køge                        | 2–0         | Sparta Praha |
| --------------------------- | ----------- | ------------ |
| Fløe Nielsen 53' Kramer 83' | Jegyzőkönyv |              |

| Køge Stadion, Køge Játékvezető: Karoline Wacker (német) |

A Køge won 3–0-ás összesítéssel jutott tovább.
| 2021. szeptember 1. 18:00 |

| Osijek    | 1–1         | Breiðablik       |
| --------- | ----------- | ---------------- |
| Medić 31' | Jegyzőkönyv | Magnúsdóttir 24' |

| Gradski vrt Stadion, Eszék Játékvezető: Frida Nielsen (dán) |

| 2021. szeptember 9. 19:00 (17:00 WET) |

| Breiðablik                                   | 3–0         | Osijek |
| -------------------------------------------- | ----------- | ------ |
| Antonsdóttir 9' Ziemer 10' Albertsdóttir 48' | Jegyzőkönyv |        |

| Kópavogsvöllur, Kópavogur Játékvezető: Abigail Marriott (angol) |

A Breiðablik 4–1-es összesítéssel jutott tovább.
| 2021. szeptember 1. 19:00 |

| Vllaznia Shkodër | 0–2         | Juventus               |
| ---------------- | ----------- | ---------------------- |
|                  | Jegyzőkönyv | Girelli 12' Hurtig 44' |

| Loro Boriçi Stadion, Shkodra Játékvezető: Sabina Bolić (horvát) |

| 2021. szeptember 9. 20:00 |

| Juventus     | 1–0         | Vllaznia |
| ------------ | ----------- | -------- |
| Stašková 34' | Jegyzőkönyv |          |

| Juventus Training Ground, Torino Játékvezető: Henrikke Nervik (norvég) |

A Juventus 3–0-ás összesítéssel jutott tovább.
| 2021. augusztus 31. 19:30 |

| FC Twente | 1–1         | Benfica      |
| --------- | ----------- | ------------ |
| Kalma 41' | Jegyzőkönyv | Cameirão 18' |

| FC Twente Stadion, Enschede Játékvezető: Eleni Antoniou (görög) |

| 2021. szeptember 9. 20:00 (19:00 WET) |

| Benfica                               | 4–0         | Twente |
| ------------------------------------- | ----------- | ------ |
| Lacasse 43' 50' 72' Nycole Raysla 47' | Jegyzőkönyv |        |

| Futebol Campus, Seixal Játékvezető: Urbán Eszter (magyar) |

A Benfica 5–1-es összesítéssel jutott tovább.
| 2021. augusztus 31. 17:00 (18:00 EET) |

| Apóllon Lemeszú | 1–2         | Zsitlobud–1 Harkiv          |
| --------------- | ----------- | --------------------------- |
| Freda 29'       | Jegyzőkönyv | Ovdijcsuk 11' Bojcsenko 88' |

| Tsirion Stadion, Limassol Játékvezető: Catarina Campos (portugál) |

| 2021. szeptember 9. 17:00 (18:00 EET) |

| Zsitlobud–1 Harkiv              | 3–1         | Apóllon Lemeszú |
| ------------------------------- | ----------- | --------------- |
| Bojcsenko 15' Ovdijcsuk 20' 62' | Jegyzőkönyv | Aleksanyan 66'  |

| OSC Metalist, Kharkiv Játékvezető: Petra Pavlíková (szlovák) |

A Zsitlobud–1 Harkiv 5–2-es összesítéssel jutott tovább.
| 2021. szeptember 1. 20:00 |

| Servette Chênois | 1–1         | Glasgow City   |
| ---------------- | ----------- | -------------- |
| Boho 50'         | Jegyzőkönyv | Chinchilla 66' |

| Stade de Genève, Genf Játékvezető: Iuliana Demetrescu (román) |

| 2021. szeptember 8. 16:00 (15:00 GMT) |

| Glasgow City   | 1–2         | Servette Chênois     |
| -------------- | ----------- | -------------------- |
| Chinchilla 14' | Jegyzőkönyv | Boho 42' Maendly 46' |

| Broadwood, Cumbernauld Játékvezető: Shona Shukrula (holland) |

A Servette Chênois 3–2-es összesítéssel jutott tovább.
| 2021. szeptember 1. 19:00 |

| Vålerenga  | 1–3         | BK Häcken                          |
| ---------- | ----------- | ---------------------------------- |
| Madsen 82' | Jegyzőkönyv | Angeldahl 32' 45' Blackstenius 64' |

| Vålerenga Stadion, Oslo Játékvezető: Galiya Echeva (bolgár) |

| 2021. szeptember 8. 19:00 |

| BK Häcken                                | 3–2         | Vålerenga              |
| ---------------------------------------- | ----------- | ---------------------- |
| Blackstenius 39' 52' Rytting Kaneryd 78' | Jegyzőkönyv | Jensen 73' Stengel 88' |

| Hisingen Arena, Göteborg Játékvezető: Angelika Söder (német) |

A BK Häcken 6–3-as összesítéssel jutott tovább.

### Liga ág
| 2021. szeptember 1. 21:00 |

| Levante       | 1–2         | Olympique Lyon         |
| ------------- | ----------- | ---------------------- |
| Crivelari 86' | Jegyzőkönyv | Malard 80' Morroni 84' |

| Ciutat de València, Valencia Játékvezető: Jelena Međedović (szerb) |

| 2021. szeptember 8. 18:00 |

| Lyon                  | 2–1         | Levante     |
| --------------------- | ----------- | ----------- |
| Majri 60' Macario 63' | Jegyzőkönyv | Cometti 64' |

| Stade Gérard Houllier, Décines-Charpieu Játékvezető: Rebecca Welch (angol) |

Az Olympique Lyon 4–2-es összesítéssel jutott tovább.
| 2021. augusztus 31. 20:30 (19:30 GMT) |

| Arsenal                                 | 3–0         | Slavia Praha |
| --------------------------------------- | ----------- | ------------ |
| Parris 2' Little 31' (pen.) Miedema 72' | Jegyzőkönyv |              |

| Meadow Park, Borehamwood Játékvezető: Maria Marotta (olasz) |

| 2021. szeptember 9. 18:30 |

| Slavia Praha | 0–4         | Arsenal                               |
| ------------ | ----------- | ------------------------------------- |
|              | Jegyzőkönyv | Miedema 60' 70' 72' Little 76' (pen.) |

| Eden Arena, Prága Játékvezető: Reelika Turi (észt) |

Az Arsenal 7–0-ás összesítéssel jutott tovább.
| 2021. augusztus 31. 21:00 |

| Real Madrid  | 1–1         | Manchester City |
| ------------ | ----------- | --------------- |
| Robles 90+2' | Jegyzőkönyv | Weir 47'        |

| Alfredo Di Stéfano stadion, Madrid Játékvezető: Sandra Bastos (portugál) |

| 2021. szeptember 8. 20:00 (19:00 GMT) |

| Manchester City | 0–1         | Real Madrid |
| --------------- | ----------- | ----------- |
|                 | Jegyzőkönyv | Zornoza 44' |

| MCFC Academy Stadion, Manchester Játékvezető: Riem Hussein (német) |

A Real Madrid 2–1-es összesítéssel jutott tovább.
| 2021. szeptember 1. 18:00 |

| VfL Wolfsburg                   | 3–2         | Bordeaux               |
| ------------------------------- | ----------- | ---------------------- |
| Pajor 13' Roord 19' Janssen 60' | Jegyzőkönyv | Snoeijs 14' Cardia 70' |

| AOK Stadion, Wolfsburg Játékvezető: Lorraine Watson (skót) |

| 2021. szeptember 8. 19:00 |

| Bordeaux                          | 3–2 (h. u.) | VfL Wolfsburg           |
| --------------------------------- | ----------- | ----------------------- |
| Snoeijs 36' Gomes 67' Cardia 119' | Jegyzőkönyv | Pajor 25' 102'          |
| Büntetőpárbaj                     |             |                         |
| Périsset Bilbault Folkertsma      | 0–3         | Oberdorf Pajor Doorsoun |

| J. Amoueix, Libourne Játékvezető: María Dolores Martínez Madrona (spanyol) |

A VfL Wolfsburg 5–5 összesítés után büntetőrúgásokkal jutott tovább.
| 2021. augusztus 31. 19:00 |

| Rosengård | 0–3         | TSG Hoffenheim                            |
| --------- | ----------- | ----------------------------------------- |
|           | Jegyzőkönyv | De Caigny 29' Wienroither 71' Hagel 90+3' |

| Malmö Idrottsplats, Malmö Játékvezető: Marta Frias Acedo (spanyol) |

| 2021. szeptember 8. 19:00 |

| TSG Hoffenheim                      | 3–3         | Rosengård                             |
| ----------------------------------- | ----------- | ------------------------------------- |
| Wienroither 8' Linder 27' Brand 67' | Jegyzőkönyv | Čanković 17' Larsson 65' Kullashi 89' |

| Dietmar-Hopp-Stadion, Hoffenheim Játékvezető: Jelena Cvetković (szerb) |

A TSG Hoffenheim 6–3-as összesítéssel jutott tovább.

## Csoportkör
A csoportkör sorsolását 2021. szeptember 13-án, 13 órakor CEST tartották Nyonban.
A 16 csapatot négy négyes csoportba sorsolták. A együtteseket az alábbi metódus alapján osztották négy kalapba:
- Az 1. kalapban az előző sorozat győztese mellé a 2020-as UEFA-együtthatói által meghatározott három legerősebb nemzet bajnoka került.
- A 2., 3. és 4. kalapot a 2. forduló győzteseivel, az UEFA-együtthatók alapján töltötték ki.

Azonos nemzetek csapatai nem kerülhettek egy csoportba, így a sorsolás előtt az UEFA a közönség segítségével A–B–C–D csoportba sorsolta az egyező nemzetű együtteseket.
- A  Barcelona és Real Madrid
- B  Paris Saint-Germain és Olympique Lyon
- C  Bayern München és VfL Wolfsburg
- D  Chelsea és Arsenal

### Csapatok
- 4 automatikus résztvevő az UEFA-együtthatók alapján
- A 2. forduló győztesei

| Csapat              | Koeff.  |
| ------------------- | ------- |
| Barcelona           | 104.800 |
| Paris Saint-Germain | 85.400  |
| Bayern München      | 84.100  |
| Chelsea             | 70.700  |

| Csapat         | Koeff.  |
| -------------- | ------- |
| Olympique Lyon | 124.400 |
| VfL Wolfsburg  | 97.100  |
| Arsenal        | 27.700  |
| Breiðablik     | 17.000  |

| Csapat         | Koeff. |
| -------------- | ------ |
| BK Häcken      | 16.100 |
| Juventus       | 15.200 |
| TSG Hoffenheim | 15.100 |
| Real Madrid    | 12.800 |

| Csapat             | Koeff. |
| ------------------ | ------ |
| Zsitlobud–1 Harkiv | 9.100  |
| Servette Chênois   | 7.600  |
| HB Køge            | 6.900  |
| Benfica            | 5.600  |

| Megjegyzés                                                            |
| --------------------------------------------------------------------- |
| A csoportok első két helyén végzett csapatok jutottak a negyeddöntőbe |

## Csoportok
A mérkőzéseket 2021. október 5–6., október 13–14., november 9–10., november 17–18., december 8–9. és december 15–16. között rendezték.

### A csoport
| 2021. október 6. 18:45 |

| Servette Chênois | 0–3         | Juventus                          |
| ---------------- | ----------- | --------------------------------- |
|                  | Jegyzőkönyv | Caruso 36' Hurtig 65' Cernoia 71' |

| Stade de Genève, Genf Nézőszám: 5,900 Játékvezető: Eleni Antoniou (görög) |

| 2021. október 6. 21:00 (20:00 GMT) |

| Chelsea                           | 3–3         | VfL Wolfsburg             |
| --------------------------------- | ----------- | ------------------------- |
| Kerr 12' England 51' Harder 90+2' | Jegyzőkönyv | Waßmuth 18' 48' Roord 34' |

| Kingsmeadow, Kingston upon Thames Nézőszám: 1,371 Játékvezető: Lina Lehtovaara (finn) |

| 2021. október 13. 18:45 |

| VfL Wolfsburg                                  | 5–0         | Servette Chênois |
| ---------------------------------------------- | ----------- | ---------------- |
| Huth 18' Waßmuth 26' 43' Janssen 51' Smits 68' | Jegyzőkönyv |                  |

| AOK Stadion, Wolfsburg Játékvezető: Frida Mia Klarlund Nielsen (dán) |

| 2021. október 13. 21:00 |

| Juventus     | 1–2         | Chelsea                 |
| ------------ | ----------- | ----------------------- |
| Bonansea 37' | Jegyzőkönyv | Cuthbert 31' Harder 69' |

| Juventus Stadion, Torino Nézőszám: 16,761 Játékvezető: Ivana Martinčić (horvát) |

| 2021. november 9. 18:45 |

| Servette Chênois | 0–7         | Chelsea                                                      |
| ---------------- | ----------- | ------------------------------------------------------------ |
|                  | Jegyzőkönyv | Leupolz 8' Kirby 16' 26' Kerr 18' 20' Fleming 38' Reiten 50' |

| Stade de Genève, Genf Nézőszám: 12,782 Játékvezető: Iuliana Demetrescu (román) |

| 2021. november 9. 21:00 |

| Juventus          | 2–2         | VfL Wolfsburg            |
| ----------------- | ----------- | ------------------------ |
| Girelli 16' 90+1' | Jegyzőkönyv | Lattwein 25' Waßmuth 65' |

| Juventus Stadion, Torino Nézőszám: 12,789 Játékvezető: Anasztaszija Pusztovojtova (orosz) |

| 2021. november 18. 18:45 |

| VfL Wolfsburg | 0–2                             | Juventus                    |
| ------------- | ------------------------------- | --------------------------- |
|               | [Report 1 Report 2 Jegyzőkönyv] | Hendrich 53' Stašková 90+3' |

| AOK Stadion, Wolfsburg Nézőszám: 1,725 Játékvezető: Marta Huerta De Aza (spanyol) |

| 2021. november 18. 21:00 (20:00 GMT) |

| Chelsea  | 1–0         | Servette Chênois |
| -------- | ----------- | ---------------- |
| Kerr 67' | Jegyzőkönyv |                  |

| Kingsmeadow, Kingston upon Thames Nézőszám: 1,270 Játékvezető: Hristiyana Guteva (bolgár) |

| 2021. december 8. 18:45 |

| Servette Chênois | 0–3                             | VfL Wolfsburg                       |
| ---------------- | ------------------------------- | ----------------------------------- |
|                  | [Report 1,Report 2 Jegyzőkönyv] | Pereira 21' Roord 84' Waßmuth 90+3' |

| Stade de Genève, Genf Nézőszám: 3,249 Játékvezető: Henrikke Nervik (norvég) |

| 2021. december 8. 21:00 (20:00 GMT) |

| Chelsea | 0–0         | Juventus |
| ------- | ----------- | -------- |
|         | Jegyzőkönyv |          |

| Kingsmeadow, Kingston upon Thames Nézőszám: 1,808 Játékvezető: Sara Persson (svéd) |

| 2021. december 16. 21:00 |

| VfL Wolfsburg                | 4–0         | Chelsea |
| ---------------------------- | ----------- | ------- |
| Huth 16' 23' Waßmuth 60' 78' | Jegyzőkönyv |         |

| AOK Stadion, Wolfsburg Nézőszám: 1,107 Játékvezető: Katerina Monzul (ukrán) |

| 2021. december 16. 21:00 |

| Juventus                                                        | 4–0                             | Servette Chênois |
| --------------------------------------------------------------- | ------------------------------- | ---------------- |
| Hurtig 12' Girelli 20' (11-esből) 64' (11-esből) Bonfantini 90' | [Report 1 Report 2 Jegyzőkönyv] |                  |

| Juventus Stadion, Torino Nézőszám: 6,508 Játékvezető: Jelena Cvetković (szerb) |

### B csoport
| 2021. október 6. 18:45 (19:45 EEST) |

| Zsitlobud–1 Harkiv | 0–1         | Real Madrid |
| ------------------ | ----------- | ----------- |
|                    | Jegyzőkönyv | Navarro 34' |

| Metalist OSC, Kharkiv Nézőszám: 7,312 Játékvezető: Shona Shukrula (holland) |

| 2021. október 6. 21:00 (19:00 WET) |

| Breiðablik | 0–2         | Paris Saint-Germain    |
| ---------- | ----------- | ---------------------- |
|            | Jegyzőkönyv | Khelifi 17' Geyoro 89' |

| Kópavogsvöllur, Kópavogur Nézőszám: 1,412 Játékvezető: Iuliana Demetrescu (román) |

| 2021. október 13. 18:45 |

| Paris Saint-Germain                       | 5–0         | Zsitlobud–1 Harkiv |
| ----------------------------------------- | ----------- | ------------------ |
| Huitema 25' 32' 42' Dudek 59' Khelifi 88' | Jegyzőkönyv |                    |

| Stade Jean-Bouin, Párizs Nézőszám: 1,088 Játékvezető: Sara Persson (svéd) |

| 2021. október 13. 21:00 |

| Real Madrid                               | 5–0         | Breiðablik |
| ----------------------------------------- | ----------- | ---------- |
| Møller 6' 20' 43' Carmona 48' Navarro 89' | Jegyzőkönyv |            |

| Alfredo Di Stéfano Stadion, Madrid Nézőszám: 437 Játékvezető: Sandra Bastos (portugál) |

| 2021. november 9. 18:45 (19:45 EET) |

| Zsitlobud–1 Harkiv | 0–0         | Breiðablik |
| ------------------ | ----------- | ---------- |
|                    | Jegyzőkönyv |            |

| Metalist OSC, Kharkiv Nézőszám: 1,542 Játékvezető: Riem Hussein (német) |

| 2021. november 9. 21:00 |

| Paris Saint-Germain                   | 4–0         | Real Madrid |
| ------------------------------------- | ----------- | ----------- |
| Katoto 13' 54' Däbritz 41' Gálvez 65' | Jegyzőkönyv |             |

| Parc des Princes, Párizs Nézőszám: 18,344 Játékvezető: Rebecca Welch (angol) |

| 2021. november 18. 18:45 (17:45 WET) |

| Breiðablik | 0–2         | Zsitlobud–1 Harkiv        |
| ---------- | ----------- | ------------------------- |
|            | Jegyzőkönyv | Sevcsuk 42' Ovdijcsuk 74' |

| Kópavogsvöllur, Kópavogur Nézőszám: 456 Játékvezető: Lorraine Watson (skót) |

| 2021. november 18. 21:00 |

| Real Madrid | 0–2         | Paris Saint-Germain      |
| ----------- | ----------- | ------------------------ |
|             | Jegyzőkönyv | Katoto 33' Karchaoui 70' |

| Alfredo Di Stéfano Stadion, Madrid Nézőszám: 2,502 Játékvezető: Cheryl Foster (walesi) |

| 2021. december 8. 18:45 (19:45 EET) |

| Zsitlobud–1 Harkiv | 0–6         | Paris Saint-Germain                                               |
| ------------------ | ----------- | ----------------------------------------------------------------- |
|                    | Jegyzőkönyv | Huitema 15' Bachmann 21' 40' Baltimore 37' Fazer 44' Ilestedt 54' |

| Metalist OSC, Kharkiv Nézőszám: 1,617 Játékvezető: Frida Nielsen (dán) |

| 2021. december 8. 21:00 (20:00 WET) |

| Breiðablik | 0–3         | Real Madrid                            |
| ---------- | ----------- | -------------------------------------- |
|            | Jegyzőkönyv | Asllani 10' 40' (11-esből) Zornoza 82' |

| Kópavogsvöllur, Kópavogur Nézőszám: 458 Játékvezető: Désirée Grundbacher (svájci) |

| 2021. december 16. 18:45 |

| Paris Saint-Germain                                              | 6–0         | Breiðablik |
| ---------------------------------------------------------------- | ----------- | ---------- |
| Bachmann 10' Huitema 45' 90+4' Diani 60' Baltimore 69' Luana 86' | Jegyzőkönyv |            |

| Stade Jean-Bouin, Párizs Nézőszám: 977 Játékvezető: Ewa Augustyn (lengyel) |

| 2021. december 16. 18:45 |

| Real Madrid                       | 3–0         | Zsitlobud–1 Harkiv |
| --------------------------------- | ----------- | ------------------ |
| Peter 19' Oroz 41' González 90+2' | Jegyzőkönyv |                    |

| Alfredo Di Stéfano Stadion, Madrid Nézőszám: 409 Játékvezető: Ivana Projkovska (északmacedón) |

### C csoport
| 2021. október 5. 18:45 |

| TSG Hoffenheim                                           | 5–0                             | HB Køge |
| -------------------------------------------------------- | ------------------------------- | ------- |
| Naschenweng 18' Billa 47' Bühler 61' De Caigny 63' 90+3' | [Report 1 Report 2 Jegyzőkönyv] |         |

| Dietmar-Hopp-Stadion, Hoffenheim Nézőszám: 780 Játékvezető: Anasztaszija Pusztovojtova (orosz) |

| 2021. október 5. 21:00 |

| Barcelona                                          | 4–1         | Arsenal    |
| -------------------------------------------------- | ----------- | ---------- |
| Caldentey 31' Putellas 42' Oshoala 47' Martens 84' | Jegyzőkönyv | Maanum 74' |

| Johan Cruijff Stadion, Sant Joan Despí Nézőszám: 2,968 Játékvezető: Jana Adámková (cseh) |

| 2021. október 14. 18:45 |

| HB Køge | 0–2         | Barcelona                          |
| ------- | ----------- | ---------------------------------- |
|         | Jegyzőkönyv | Rolfö 63' Hermoso 90+5' (11-esből) |

| Køge Stadion, Køge Nézőszám: 1,930 Játékvezető: Esther Staubli (svájci) |

| 2021. október 14. 21:00 (20:00 GMT) |

| Arsenal                                                      | 4–0         | TSG Hoffenheim |
| ------------------------------------------------------------ | ----------- | -------------- |
| Little 21' (11-esből) Heath 45+2' Miedema 52' Williamson 86' | Jegyzőkönyv |                |

| Meadow Park, Borehamwood Nézőszám: 808 Játékvezető: Stéphanie Frappart (francia) |

| 2021. november 10. 18:45 |

| HB Køge     | 1–5         | Arsenal                                              |
| ----------- | ----------- | ---------------------------------------------------- |
| Pokorny 71' | Jegyzőkönyv | Catley 27' Parris 62' Foord 69' Patten 85' Nobbs 89' |

| Køge Stadion, Køge Nézőszám: 2,103 Játékvezető: Sandra Braz Bastos (portugál) |

| 2021. november 10. 18:45 |

| Barcelona                                | 4–0         | TSG Hoffenheim |
| ---------------------------------------- | ----------- | -------------- |
| Hermoso 5' Putellas 19' 33' Torrejón 74' | Jegyzőkönyv |                |

| Johan Cruijff Stadion, Sant Joan Despí Nézőszám: 2,068 Játékvezető: Sara Persson (svéd) |

| 2021. november 17. 18:45 |

| TSG Hoffenheim | 0–5         | Barcelona                                                                       |
| -------------- | ----------- | ------------------------------------------------------------------------------- |
|                | Jegyzőkönyv | Putellas 41' (11-esből) Paredes 53' Bonmatí 57' Torrejón 89' Crnogorčević 90+2' |

| Dietmar-Hopp-Stadion, Hoffenheim Nézőszám: 2,200 Játékvezető: Ivana Martinčić (horvát) |

| 2021. november 17. 21:00 (20:00 GMT) |

| Arsenal                              | 3–0         | HB Køge |
| ------------------------------------ | ----------- | ------- |
| Foord 16' Wubben-Moy 83' Miedema 88' | Jegyzőkönyv |         |

| Meadow Park, Borehamwood Nézőszám: 819 Játékvezető: Katerina Monzul (ukrán) |

| 2021. december 9. 18:45 |

| HB Køge   | 1–2                             | TSG Hoffenheim                      |
| --------- | ------------------------------- | ----------------------------------- |
| Carusa 9' | [Report 1 Report 2 Jegyzőkönyv] | Billa 27' (11-esből) 38' (11-esből) |

| Køge Stadion, Køge Nézőszám: 912 Játékvezető: Eleni Antoniou (görög) |

| 2021. december 9. 20:00 (19:00 GMT) |

| Arsenal | 0–4         | Barcelona                               |
| ------- | ----------- | --------------------------------------- |
|         | Jegyzőkönyv | Bonmatí 22' Hermoso 28' 75' Rolfö 45+2' |

| Arsenal Stadion, London Nézőszám: 12,232 Játékvezető: Anasztaszija Pusztovojtova (orosz) |

| 2021. december 15. 21:00 |

| TSG Hoffenheim                     | 4–1                             | Arsenal         |
| ---------------------------------- | ------------------------------- | --------------- |
| Brand 22' Hagel 55' 57' Corley 60' | [Report 1 Report 2 Jegyzőkönyv] | Wienroither 38' |

| Dietmar-Hopp-Stadion, Hoffenheim Nézőszám: 750 Játékvezető: Maria Marotta (olasz) |

| 2021. december 15. 21:00 |

| Barcelona                                                | 5–0         | HB Køge |
| -------------------------------------------------------- | ----------- | ------- |
| Ouahabi 10' Rolfö 29' Putellas 44' Engen 65' Martens 73' | Jegyzőkönyv |         |

| Johan Cruijff Stadion, Sant Joan Despí Nézőszám: 1,572 Játékvezető: Petra Pavlíková (szlovák) |

### D csoport
| 2021. október 5. 18:45 |

| BK Häcken | 0–3                             | Olympique Lyon                    |
| --------- | ------------------------------- | --------------------------------- |
|           | [Report 1 Report 2 Jegyzőkönyv] | Malard 10' Macario 48' Larsen 53' |

| Bravida Arena, Göteborg Nézőszám: 4,104 Játékvezető: Lorraine Watson (skót) |

| 2021. október 5. 21:00 (20:00 WEST) |

| Benfica | 0–0                              | Bayern München |
| ------- | -------------------------------- | -------------- |
|         | [Report 1, Report 2 Jegyzőkönyv] |                |

| Benfica Campus, Seixal Nézőszám: 1,072 Játékvezető: Marta Huerta de Aza (spanyol) |

| 2021. október 14. 18:45 |

| Bayern München                                 | 4–0                             | BK Häcken |
| ---------------------------------------------- | ------------------------------- | --------- |
| Schüller 8' 11' Dallmann 70' Damnjanović 90+1' | [Report 1 Report 2 Jegyzőkönyv] |           |

| FC Bayern Campus, München Nézőszám: 688 Játékvezető: Rebecca Welch (angol) |

| 2021. október 14. 21:00 |

| Olympique Lyon                                                     | 5–0                              | Benfica |
| ------------------------------------------------------------------ | -------------------------------- | ------- |
| Buchanan 29' 63' Van de Donk 31' Malard 53' Macario 56' (11-esből) | [Report 1, Report 2 Jegyzőkönyv] |         |

| Parc Olympique Lyonnais, Décines-Charpieu Nézőszám: 4,115 Játékvezető: Cheryl Foster (walesi) |

| 2021. november 10. 21:00 |

| Olympique Lyon       | 2–1                             | Bayern München |
| -------------------- | ------------------------------- | -------------- |
| Henry 50' Cayman 86' | [Report 1 Report 2 Jegyzőkönyv] | Buchanan 25'   |

| Parc Olympique Lyonnais, Décines-Charpieu Nézőszám: 7,754 Játékvezető: Monika Mularczyk (lengyel) |

| 2021. november 10. 21:00 (20:00 WET) |

| Benfica | 0–1                             | BK Häcken                |
| ------- | ------------------------------- | ------------------------ |
|         | [Report 1 Report 2 Jegyzőkönyv] | Rubensson 76' (11-esből) |

| Benfica Campus, Seixal Nézőszám: 486 Játékvezető: Esther Staubli (svájci) |

| 2021. november 17. 18:45 |

| BK Häcken                | 1–2                              | Benfica                |
| ------------------------ | -------------------------------- | ---------------------- |
| Rubensson 74' (11-esből) | [Report 1, Report 2 Jegyzőkönyv] | Lacasse 3' Amado 90+2' |

| Bravida Arena, Göteborg Nézőszám: 2,801 Játékvezető: Jana Adámková (cseh) |

| 2021. november 17. 21:00 |

| Bayern München | 1–0                              | Olympique Lyon |
| -------------- | -------------------------------- | -------------- |
| Kumagai 69'    | [Report 1, Report 2 Jegyzőkönyv] |                |

| FC Bayern Campus, München Nézőszám: 1,857 Játékvezető: Lina Lehtovaara (finn) |

| 2021. december 9. 18:45 |

| BK Häcken        | 1–5                              | Bayern München                                              |
| ---------------- | -------------------------------- | ----------------------------------------------------------- |
| Blackstenius 36' | [Report 1, Report 2 Jegyzőkönyv] | Asseyi 39' Damnjanović 45' 55' Dallmann 73' Beerensteyn 87' |

| Bravida Arena, Göteborg Nézőszám: 3,121 Játékvezető: Iuliana Demetrescu (román) |

| 2021. december 9. 21:00 (20:00 WET) |

| Benfica | 0–5                              | Olympique Lyon                                          |
| ------- | -------------------------------- | ------------------------------------------------------- |
|         | [Report 1, Report 2 Jegyzőkönyv] | Hegerberg 1' 45+3' Renard 27' Mbock Bathy 40' Bruun 52' |

| Benfica Campus, Seixal Nézőszám: 412 Játékvezető: Rebecca Welch (angol) |

| 2021. december 15. 18:45 |

| Olympique Lyon                                 | 4–0                             | BK Häcken |
| ---------------------------------------------- | ------------------------------- | --------- |
| Macario 35' Hegerberg 52' Henry 76' Cayman 79' | [Report 1 Report 2 Jegyzőkönyv] |           |

| Stade Gérard Houllier, Décines-Charpieu Nézőszám: 745 Játékvezető: Marta Huerta de Aza (spanyol) |

| 2021. december 15. 18:45 |

| Bayern München                                                 | 4–0         | Benfica |
| -------------------------------------------------------------- | ----------- | ------- |
| Vilhjálmsdóttir 26' Schüller 28' Gwinn 48' (11-esből) Bühl 49' | Jegyzőkönyv |         |

| FC Bayern Campus, München Játékvezető: Lorraine Watson (skót) |

## Kieséses szakasz
|  | Negyeddöntők        | Negyeddöntők        | Negyeddöntők        | Negyeddöntők        | Negyeddöntők |   |                | Elődöntők      | Elődöntők | Elődöntők | Elődöntők | Elődöntők |  |  | Döntő | Döntő | Döntő |  |
|  |                     |                     |                     |                     |              |   |                |                |           |           |           |           |  |  |       |       |       |  |
|  | Real Madrid         | Real Madrid         | 1                   | 2                   | 3            |   |                |                |           |           |           |           |  |  |       |       |       |  |
|  | Real Madrid         | Real Madrid         | 1                   | 2                   | 3            |   |                |                |           |           |           |           |  |  |       |       |       |  |
|  | Barcelona           | Barcelona           | 3                   | 5                   | 8            |   |                |                |           |           |           |           |  |  |       |       |       |  |
|  | Barcelona           | Barcelona           | 3                   | 5                   | 8            |   | Barcelona      | Barcelona      | 5         | 0         | 5         |           |  |  |       |       |       |  |
|  |                     |                     |                     |                     |              |   | Barcelona      | Barcelona      | 5         | 0         | 5         |           |  |  |       |       |       |  |
|  |                     |                     | VfL Wolfsburg       | VfL Wolfsburg       | 1            | 2 | 3              |                |           |           |           |           |  |  |       |       |       |  |
|  | Arsenal             | Arsenal             | VfL Wolfsburg       | VfL Wolfsburg       | 1            | 2 | 3              | 1              | 0         | 1         |           |           |  |  |       |       |       |  |
|  | Arsenal             | Arsenal             |                     |                     |              |   |                |                |           | 1         |           |           |  |  |       |       |       |  |
|  | VfL Wolfsburg       | VfL Wolfsburg       | 1                   | 2                   | 3            |   |                |                |           |           |           |           |  |  |       |       |       |  |
|  | VfL Wolfsburg       | VfL Wolfsburg       | 1                   | 2                   | 3            |   | Barcelona      | Barcelona      | 1         |           |           |           |  |  |       |       |       |  |
|  |                     |                     |                     |                     |              |   |                |                |           |           |           |           |  |  |       |       |       |  |
|  |                     |                     | Olympique Lyon      | Olympique Lyon      | 3            |   |                |                |           |           |           |           |  |  |       |       |       |  |
|  | Juventus            | Juventus            | Olympique Lyon      | Olympique Lyon      | 3            | 2 | 1              | 3              |           |           |           |           |  |  |       |       |       |  |
|  | Juventus            | Juventus            |                     |                     |              |   |                | 3              |           |           |           |           |  |  |       |       |       |  |
|  | Olympique Lyon      | Olympique Lyon      | 1                   | 3                   | 4            |   |                |                |           |           |           |           |  |  |       |       |       |  |
|  | Olympique Lyon      | Olympique Lyon      | 1                   | 3                   | 4            |   | Olympique Lyon | Olympique Lyon | 3         | 2         | 5         |           |  |  |       |       |       |  |
|  |                     |                     |                     |                     |              |   | Olympique Lyon | Olympique Lyon | 3         | 2         | 5         |           |  |  |       |       |       |  |
|  |                     |                     | Paris Saint-Germain | Paris Saint-Germain | 2            | 1 | 3              |                |           |           |           |           |  |  |       |       |       |  |
|  | Bayern München      | Bayern München      | Paris Saint-Germain | Paris Saint-Germain | 2            | 1 | 3              | 1              | 2         | 3         |           |           |  |  |       |       |       |  |
|  | Bayern München      | Bayern München      |                     |                     |              |   |                |                |           | 3         |           |           |  |  |       |       |       |  |
|  | Paris Saint-Germain | Paris Saint-Germain | 2                   | 2                   | 4            |   |                |                |           |           |           |           |  |  |       |       |       |  |

### Negyeddöntők
| 1. csapat      | Össz. | 2. csapat           | 1. mérk. | 2. mérk.   |
| -------------- | ----- | ------------------- | -------- | ---------- |
| Bayern München | 3–1   | Paris Saint-Germain | 1–2      | 2–2 (h.u.) |
| Juventus       | 3–4   | Olympique Lyon      | 2–1      | 1–3        |
| Arsenal        | 1–3   | VfL Wolfsburg       | 1–1      | 0–2        |
| Real Madrid    | 3–8   | Barcelona           | 1–3      | 2–5        |

#### Mérkőzések
| 2022. március 22. 18:45 |

| Bayern München | 1–2         | Paris Saint-Germain |
| -------------- | ----------- | ------------------- |
| Bühl 84'       | Jegyzőkönyv | Katoto 20' 71'      |

| Allianz Arena, München Nézőszám: 13,000 Játékvezető: Marta Huerta De Aza (spanyol) |

| 2022. március 30. 21:00 |

| Paris Saint-Germain         | 2–2 (h.u.)  | Bayern München           |
| --------------------------- | ----------- | ------------------------ |
| Baltimore 17' Bachmann 112' | Jegyzőkönyv | Kumagai 19' Schüller 55' |

| Parc des Princes, Párizs Nézőszám: 27,262 Játékvezető: Esther Staubli (svájci) |

A Paris Saint-Germain 4–3-as összesítéssel jutott tovább.
| 2022. március 23. 18:45 |

| Juventus                   | 2–1         | Olympique Lyon |
| -------------------------- | ----------- | -------------- |
| Girelli 71' Bonfantini 83' | Jegyzőkönyv | Macario 8'     |

| Juventus Stadion, Torino Nézőszám: 9,227 Játékvezető: Cheryl Foster (walesi) |

| 2022. március 31. 21:00 |

| Lyon                                 | 3–1         | Juventus     |
| ------------------------------------ | ----------- | ------------ |
| Hegerberg 33' Malard 35' Macario 73' | Jegyzőkönyv | Stašková 84' |

| Parc Olympique Lyonnais, Décines-Charpieu Nézőszám: 20,017 Játékvezető: Riem Hussein (német) |

Az Olympique Lyon 4–3-as összesítéssel jutott tovább.
| 2022. március 23. 21:00 |

| Arsenal        | 1–1         | VfL Wolfsburg |
| -------------- | ----------- | ------------- |
| Wubben-Moy 89' | Jegyzőkönyv | Waßmuth 19'   |

| Arsenal Stadion, London Nézőszám: 5,018 Játékvezető: Jana Adámková (cseh) |

| 2022. március 31. 18:45 |

| VfL Wolfsburg           | 2–0         | Arsenal |
| ----------------------- | ----------- | ------- |
| Roord 9' Williamson 73' | Jegyzőkönyv |         |

| Volkswagen Arena, Wolfsburg Nézőszám: 11,293 Játékvezető: Ivana Projkovska (északmacedón) |

A VfL Wolfsburg 3–1-es összesítéssel jutott tovább.
| 2022. március 22. 21:00 |

| Real Madrid | 1–3         | Barcelona                              |
| ----------- | ----------- | -------------------------------------- |
| Carmona 8'  | Jegyzőkönyv | Putellas 53' (11-esből) 90+4' Pina 81' |

| Alfredo Di Stéfano Stadion, Madrid Nézőszám: 3,318 Játékvezető: Lina Lehtovaara (finn) |

| 2022. március 30. 18:45 |

| Barcelona                                            | 5–2         | Real Madrid                        |
| ---------------------------------------------------- | ----------- | ---------------------------------- |
| León 8' Bonmatí 52' Pina 55' Putellas 62' Hansen 70' | Jegyzőkönyv | Carmona 16' (11-esből) Zornoza 48' |

| Camp Nou, Barcelona Nézőszám: 91,553 Játékvezető: Stéphanie Frappart (francia) |

A Barcelona 8–3-as összesítéssel jutott tovább.

### Elődöntők
| 1. csapat      | Össz. | 2. csapat           | 1. mérk. | 2. mérk. |
| -------------- | ----- | ------------------- | -------- | -------- |
| Barcelona      | 5–3   | VfL Wolfsburg       | 5–1      | 0–2      |
| Olympique Lyon | 5–3   | Paris Saint-Germain | 3–1      | 2–1      |

#### Mérkőzések
| 2022. április 22. 18:45 |

| Barcelona                                                     | 5–1         | VfL Wolfsburg |
| ------------------------------------------------------------- | ----------- | ------------- |
| Bonmatí 3' Hansen 10' Hermoso 33' Putellas 38' 85' (11-esből) | Jegyzőkönyv | Roord 70'     |

| Camp Nou, Barcelona Nézőszám: 91,648 Játékvezető: Sandra Braz Bastos (portugál) |

| 2022. április 30. 18:00 |

| VfL Wolfsburg         | 2–0         | Barcelona |
| --------------------- | ----------- | --------- |
| Waßmuth 47' Roord 60' | Jegyzőkönyv |           |

| Volkswagen Arena, Wolfsburg Nézőszám: 22,057 Játékvezető: Cheryl Foster (walesi) |

A Barcelona 5–3-as összesítéssel jutott tovább.
| 2022. április 24. 17:00 |

| Olympique Lyon                        | 3–2         | Paris Saint-Germain            |
| ------------------------------------- | ----------- | ------------------------------ |
| Renard 23' (11-esből) Macario 34' 50' | Jegyzőkönyv | Katoto 6' Dudek 58' (11-esből) |

| Parc Olympique Lyonnais, Décines-Charpieu Nézőszám: 22,774 Játékvezető: Ivana Martinčić (horvát) |

| 2022. április 30. 21:00 |

| Paris Saint-Germain | 1–2         | Olympique Lyon           |
| ------------------- | ----------- | ------------------------ |
| Katoto 62'          | Jegyzőkönyv | Hegerberg 14' Renard 83' |

| Parc des Princes, Párizs Nézőszám: 43,255 Játékvezető: Rebecca Welch (angol) |

Az Olympique Lyon 5–3-as összesítéssel jutott tovább.

### Döntő
| 2022. május 21. 19:00 |

| Barcelona    | 1–3         | Olympique Lyon                     |
| ------------ | ----------- | ---------------------------------- |
| Putellas 41' | Jegyzőkönyv | Henry 6' Hegerberg 23' Macario 33' |

| Juventus Stadion, Torino Nézőszám: 32,257 Játékvezető: Lina Lehtovaara (finn) |

| A 2021–2022-es UEFA Női Bajnokok Ligája győztese |
| ------------------------------------------------ |
| Olympique Lyon 8. cím                            |

## Statisztikák

### Góllövőlista
| H. | Név                     | Csapat              | Gól |
| -- | ----------------------- | ------------------- | --- |
| 1  | Alexia Putellas         | Barcelona           | 11  |
| 2  | Tabea Waßmuth           | VfL Wolfsburg       | 10  |
| 3  | Catarina Macario        | Olympique Lyon      | 8   |
| 4  | Marie-Antoinette Katoto | Paris Saint-Germain | 7   |
| 5  | Ada Hegerberg           | Olympique Lyon      | 6   |
| 5  | Jordyn Huitema          | Paris Saint-Germain | 6   |
| 7  | Cristiana Girelli       | Juventus            | 5   |
| 7  | Jennifer Hermoso        | Barcelona           | 5   |
| 7  | Jill Roord              | VfL Wolfsburg       | 5   |
| 10 | Ramona Bachmann         | Paris Saint-Germain | 4   |
| 10 | Aitana Bonmatí          | Barcelona           | 4   |
| 10 | Sam Kerr                | Chelsea             | 4   |
| 10 | Lea Schüller            | Bayern München      | 4   |